# Char Leclerc
Pour les articles homonymes, voir Leclerc.
Le char Leclerc est un char de combat français de troisième génération. Il est conçu aux ateliers d'État AMX-APX et fabriqué à l'arsenal de Roanne par le groupement d'arsenaux étatiques GIAT dans les années 1980, devenu ensuite GIAT Industries en juillet 1990 avec la privatisation du groupe. GIAT Industries, rebaptisé Nexter en 2005 puis KNDS France, continuera sa production jusqu'en juillet 2008.  Il est nommé en l'honneur du maréchal Leclerc.
Malgré une mise au point longue, il devient l'unique char de combat des forces blindées françaises, permettant d'assurer la relève des AMX-30 B, AMX-30 B2 et AMX-30 B2 Brenus. Prévu à l'origine pour contrer les divisions blindées du pacte de Varsovie, il est utilisé ensuite comme fer de lance dans des opérations de dissuasion[pas clair], de maintien de la paix de l'ONU, expéditionnaires ou dans des manœuvres de l'OTAN. Suivant plusieurs programmes de rénovation et de modernisation, il est prévu qu'il reste en service jusqu'en 2040. Il devrait être alors remplacé par le futur SPCT (Système Principal de Combat Terrestre, MGCS en anglais), un projet franco-allemand.

## Développement et production

### Contexte

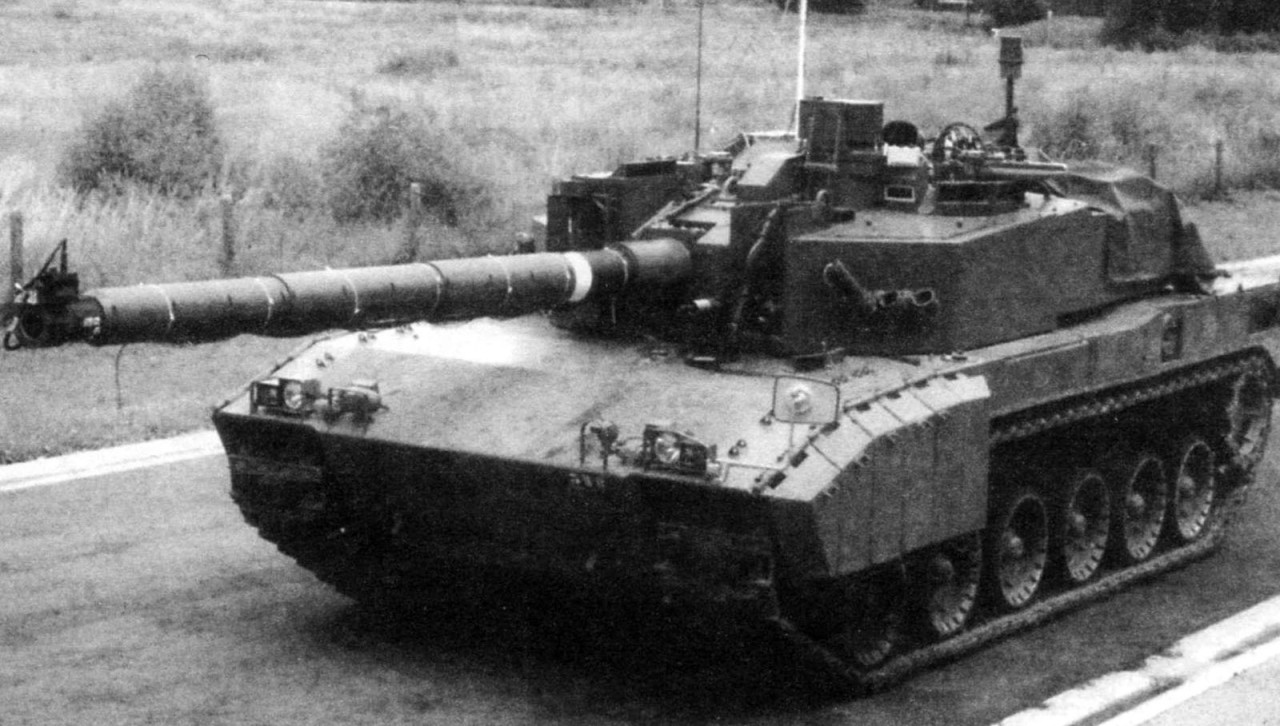
Le Mulet Système Complet (MSC) fabriqué en 1985 a été utilisé pour tester les différents composants du futur char Leclerc.

La prise de conscience au cours des années 1970 par l'armée française des insuffisances de l’AMX-30 B2 provoqua en 1977 l’établissement d'un cahier des charges nommé EPC, pour « Engin principal de combat ». L’achat de chars étrangers, comme le M1 Abrams américain, le Leopard 2 allemand ou le Merkava israélien, fut envisagé puis rejeté. De même en 1979, un programme combiné avec l'Allemagne de l'Ouest, sur la base du Leopard 2, n’aboutit pas. Ne restait plus que la solution de la construction d’un modèle national et des études débutèrent donc en ce sens. Son développement fut très long.

### Développement initial
Contrairement aux autres programmes occidentaux, on misa plus sur une protection active que passive, dans le but de limiter la masse finale du véhicule. La mobilité, permettant les esquives, et le système de conduite de tir furent particulièrement soignés. En 1986, l'EPC est nommé Leclerc et l'objectif annoncé est de 1 500, remplaçant les 1 200 AMX-30 et le reliquat d'AMX-13 alors en service. Face à la supériorité numérique des blindés du Pacte de Varsovie qui était l'adversaire de référence, un régiment de Leclerc est censé être équivalent à trois régiments de T-80 ou six de T-72.
Avec la fin de la guerre froide, il y a une réduction considérable du nombre de régiments de chars, passés de dix-sept en 1988 à six en 2001 et une cible à 406 chars livrés en 2002.
En 1993, la direction générale de l'Armement tablait sur 650 chars de combat pour un budget total de 39 milliards de francs français de l'époque, hors engins de dépannage et porte-chars.
En 2001, l'Assemblée nationale estime le coût total du programme Leclerc à 5,7 milliards d'euros (37,4 milliards de francs) dont 3,85 milliards d'euros déjà votés en crédits de paiement. Le coût unitaire moyen est alors de huit millions d'euros (52,5 millions de francs) (6 549 486,47 € pour un S2), en dépassement de 20 % par rapport aux devis initiaux, en raison des surcoûts du maître d’œuvre industriel, de la réduction de cible de 1 500 à 406 et de l'étalement du programme tandis que la Cour des comptes a évalué le coût unitaire d'acquisition global du char Leclerc (en tenant compte notamment des coûts de développement, d'industrialisation, de pièces de rechange et de systèmes d'armes annexes, de munitions spécifiques, d'infrastructures, d'instruction et d'entraînement) à 15,9 millions d'euros en 2001.

### Difficultés techniques
En 2003, seulement 23 chars ont été acceptés par la DGA contre une prévision de 45. En 2004, ce furent seulement 12 chars qui furent livrés au lieu des 45 prévus.
Ces retards résultaient non seulement des mouvements sociaux dans Giat industries mais aussi du refus par la DGA des chars livrés du fait de leurs défauts de qualité (ces derniers concernaient notamment les tourelles, dont la rotation pose des problèmes de sécurité, et le viseur caméra thermique).
En fin d'année 2005, la série XXI (tranches 10 et 11, soit un total de 96 chars) entra en production et, au mois de septembre 2007, il ne restait plus qu'environ 8 chars à livrer fin novembre.
Les chenilles en aluminium, appelées V2, permettaient un gain de masse de l'ordre de 800 kg par rapport à des chenilles en acier mais s'usaient vite, et commencent[Quand ?] à être remplacées par les chenilles V5 à corps en acier. Elles équipent d'ailleurs les chars de la tranche T11.
Le fonctionnement des freins de tir ne s'avère pas satisfaisant, de même que certains des épiscopes (environ 8 000 € pièce) qui présentent des défauts d'étanchéité. Ceux-ci sont fabriqués en République tchèque et en République populaire de Chine ; alors que ceux construits en Chine ont passé les tests de contrôle avec succès, les épiscopes tchèques posent un problème.
La disponibilité du Leclerc était inférieure à 40 % en 2005 contre 60 % en 2004.
En 2013, la disponibilité redevient proche des 60 % sur les 254 chars que possède encore l'Armée de terre et qui ont un âge moyen de neuf ans. Le coût unitaire annuel du maintien en condition opérationnelle est de 351 261 € par char. Le nombre de chars en service était de 226 en 2014 et de 241 en 2015 avec un taux de disponibilité de 65 % à cette date.
En 2016, le taux de disponibilité est passé à 61 %. Sur 241 chars Leclerc en service, seulement 147 chars sont disponibles, pour un coût de maintien en condition opérationnelle d'environ 20 000 € par mois.

### Vente aux Émirats arabes unis
En 1993, un contrat de vente de blindés lourds Leclerc est conclu avec les Émirats arabes unis. Il prévoyait la livraison de 388 chars de bataille, deux char-écoles et 46 dépanneurs ainsi que les munitions, les pièces de rechange et les moyens d'instruction liés au Leclerc à partir de 1994, pour un montant de 3,2 milliards de dollars.
Afin d'obtenir ce marché, le prix du char Leclerc fut calculé au plus juste tandis que son coût de fabrication unitaire augmentait. En 2000, un problème de mise à niveau des chars provoque l'ajournement des livraisons, le temps pour les deux parties de trouver un accord permettant de reprendre les livraisons le plus vite possible. Le problème venait de la mise à niveau des premiers chars, devant être livrés au standard de la dernière tranche. Giat Industries déploya une forte délégation de deux-cents personnes environ chargées de la remise à niveau des chars. La livraison des 388 chars se termina fin 2003.
Un problème presque identique frappa la livraison des chars de dépannage DNG/DCL pour le même pays. Il fallut remettre tous les chars déjà livrés en conformité avec la dernière évolution du dépanneur (dépanneur nouvelle génération ARV, pour Armored Recovery Vehicle) ; les livraisons furent stoppées alors qu'il restait dix-huit exemplaires à livrer. Le problème résolu, les livraisons reprirent début 2007 et se soldèrent par la livraison des derniers ARV dans le courant du troisième trimestre 2008.
Le contrat émirati constitua un apport de charge considérable pour l'entreprise au cours des dernières années. À titre d'exemple, en 2001, l'exécution de ce contrat représentait environ 25 % de l'activité globale productive de Giat Industries. Cependant, son exécution a conduit à des pertes considérables pour l'entreprise, estimées à plus de 1,3 milliard d'euros en 2000.
Ce contrat a connu un aléa supplémentaire. La négociation, imposée en dollars américains par les EAU, plutôt qu'en francs français, a ajouté du poids à la note finale (l'entreprise « paye » en francs puis en euros, mais est payée, à livraison, en dollars, les fluctuations de ce dernier changeant du tout au tout le rapport pertes/bénéfices final). Un plan d'acomptes favorable avait permis à Giat de dégager des réserves de trésorerie. Mais ces sommes ont fait l'objet de prises de risques inconsidérées qui ont entraîné des pertes de change d'un montant de 150 millions d'euros.
Ce pays cède de 70 à 80 chars à l'armée jordanienne en septembre 2020.

## Caractéristiques

### Disposition générale

#### Tourelle et installation de l'équipage

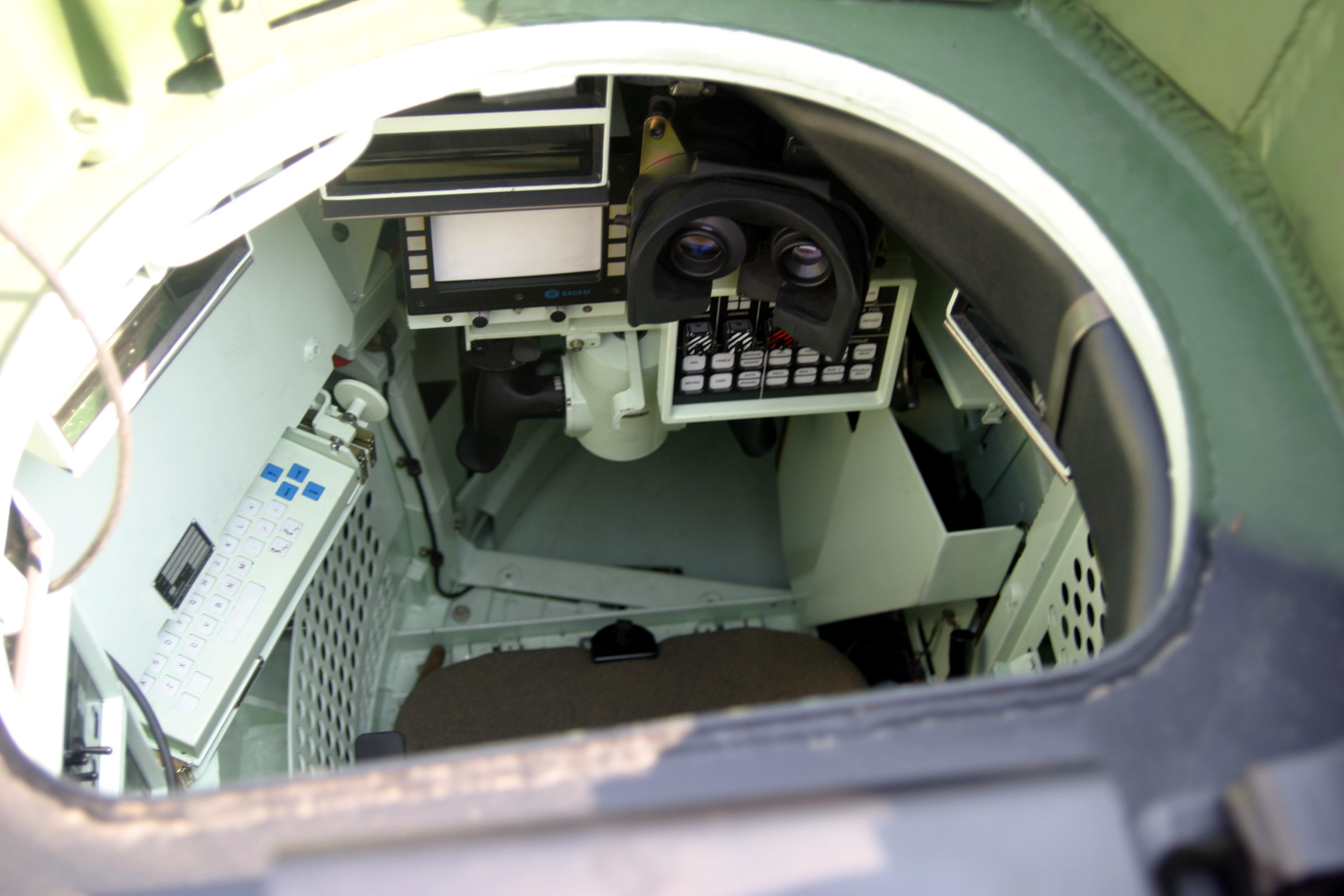
Poste du chef de char.

Le conducteur prend place à l’avant gauche de la caisse par une petite trappe, difficile d’accès, car placée juste au-dessous de la mitrailleuse coaxiale. Il dispose de trois épiscopes (deux latéraux avec dégivrage et un central, tous équipés de lave-glace). L'épiscope central est équipé d'un intensificateur de lumière (IL) autorisant le pilotage nocturne.

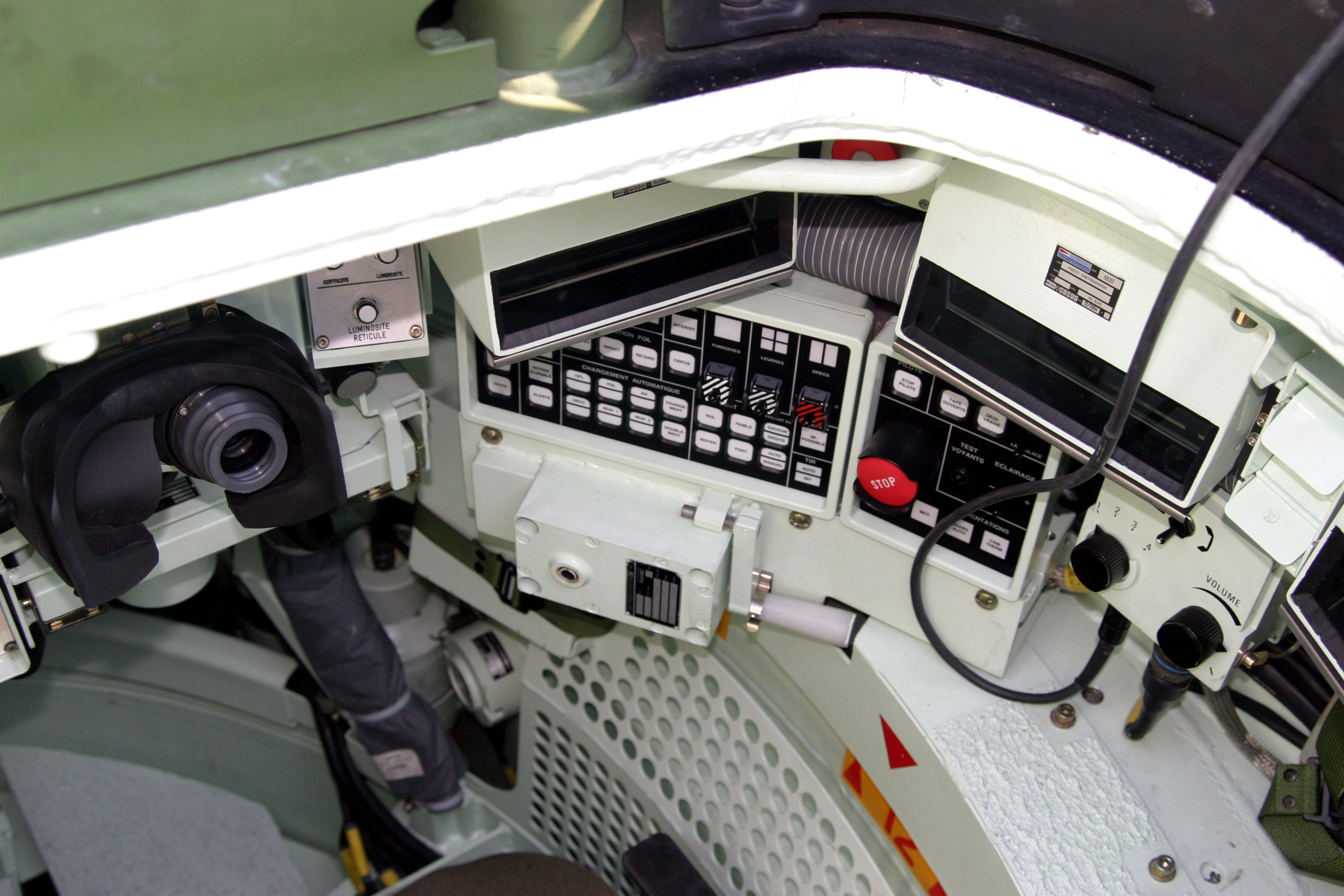
Poste et console du tireur du Leclerc.

Le chef de char est sur la gauche du canon et le tireur sur la droite. Tous les deux disposent du même palonnier de commande électrique, leur permettant de pointer et tirer avec les armes de bord. On trouve huit boutons sur le palonnier.
La masse de la tourelle est de 18 tonnes, elle permet une vitesse de déplacement de 40°/s en azimut et le pointage en site de 30°/s. la mise à feu est électrique, le recul est limité à 400 mm pour être compatible avec le chargement automatique.
Le char se manœuvre par le biais d'un volant central accompagné, à sa droite, d'un levier de vitesse permettant la gestion de la boîte de vitesses automatique et, à sa gauche, de divers indicateurs tels que la vitesse du char, le régime moteur, sa température ou encore le carburant restant. Le conducteur dispose sur l’épiscope central d'un indicateur de position de la tourelle, et pour plus de précision d’un petit miroir braqué sur la partie numérotée du puits de celle-ci, lui permettant de tenir compte de la position du canon lors du déplacement. À la droite du conducteur se trouve un barillet contenant dix-huit obus et des réservoirs de carburant.

### Mobilité

#### Motorisation

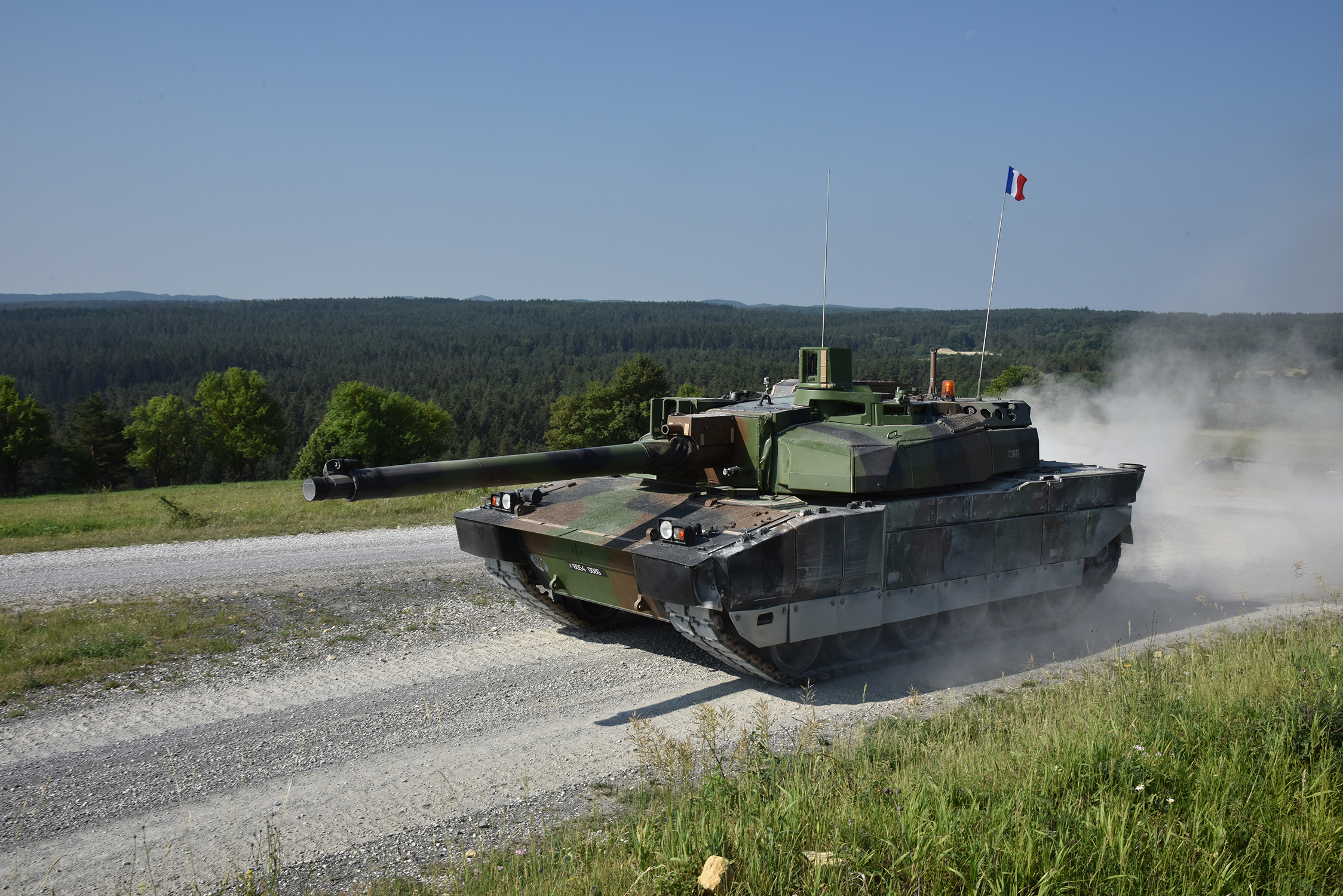
Un char Leclerc en Allemagne en 2018.

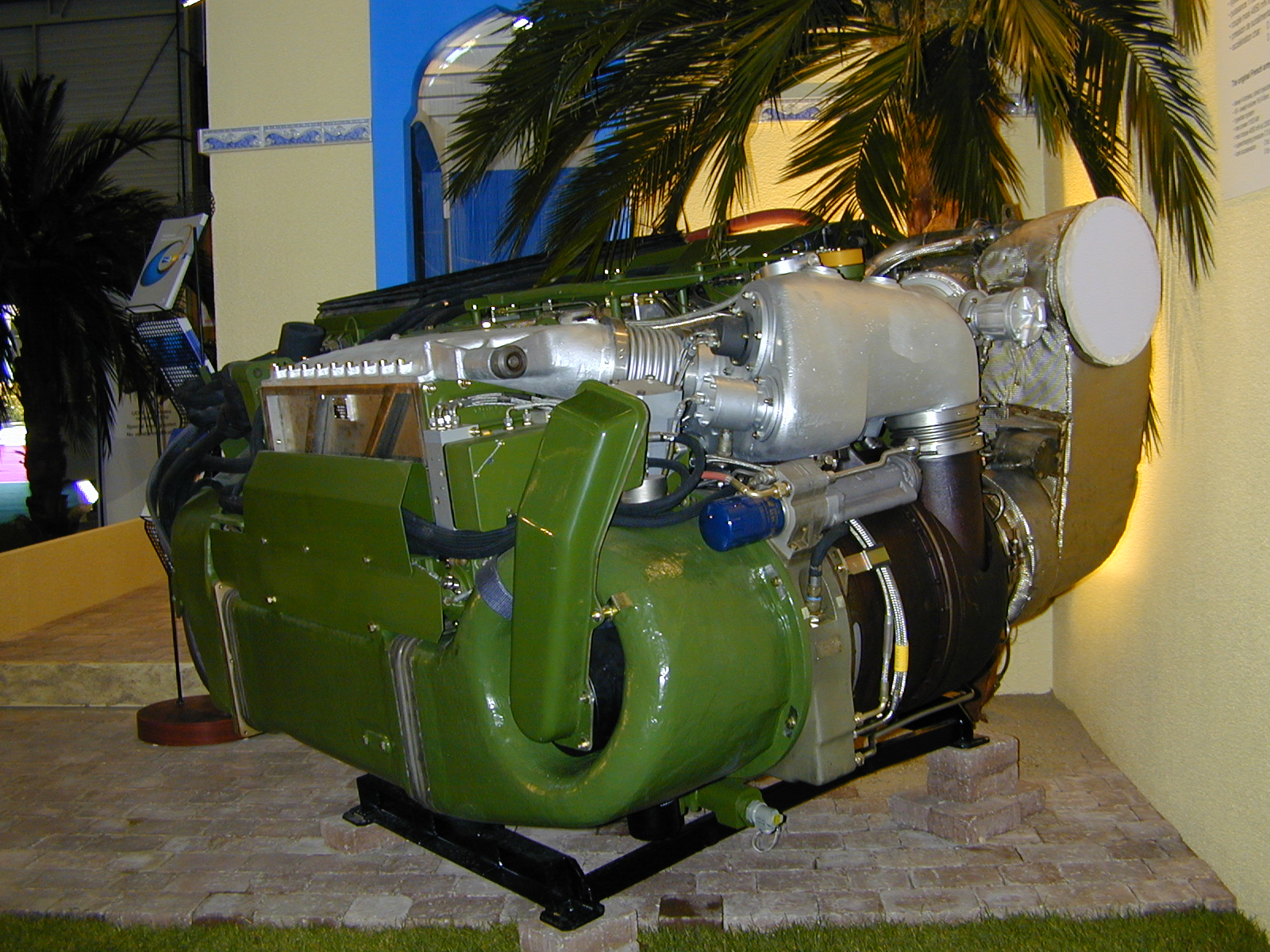
Un moteur V8X-1500 Hyperbar

La motorisation du Leclerc est fournie par un moteur extrêmement novateur, le V8X-1500 Hyperbar à quatre temps de 16,47 l à 8-cylindres en V suralimenté. Jean F. Melchior est l'inventeur du procédé de suralimentation Hyperbar.[réf. nécessaire]
Il intègre une petite turbomachine Turboméca TM-307 B chargée du rôle du turbo qui multiplie par sept les performances du moteur non suralimenté pour disposer de l'air comprimé (donc du couple) tout de suite et éventuellement le système électrique quand le moteur est arrêté (9 kW). Cette combinaison permet de fortes accélérations pour un char puisqu'il peut accélérer de 0 à 32 km/h en 5 s, de rouler à 71 km/h vers l'avant sur route (55 km/h en tout-terrain) et à 38 km/h vers l'arrière, d'autant que le moteur Diesel est presque aussi silencieux qu’une turbine.
Les problèmes subis par les premiers Leclerc sont venus de la gestion électronique de ce moteur, entre autres de capteurs, mais ils semblent résolus dorénavant[Quand ?][réf. souhaitée]. L'échappement des gaz se fait sur l'arrière gauche du châssis, via une manche à air coudée à 90°. Les réservoirs ont une capacité de 1 240 l et sont utilisés comme éléments de protection du char. Un système de ravitaillement à haute pression (350 l/min) permet leur remplissage en moins de quatre minutes. Deux bidons supplémentaires de 200 l, largables en urgence, sont montés à l’arrière de la caisse, ils ne peuvent être utilisés au combat car ils limitent le débattement de la tourelle. Le char peut être ravitaillé sur le terrain par camion citerne tel le Scania CCP10 qui peut faire le plein de quatre Leclerc avec moteurs tournants en moins de sept minutes.
Le Melchior Technologie MT135, conçu dans les années 1990 avec cette suralimentation, peut être considéré comme son successeur spirituel.

#### Transmission et direction
La boîte de mécanisme ESM 500 a été conçue par la Société d’Équipements Systèmes et Mécaniques (SESM). Pesant 1 800 kg, elle assure la traction, la direction et le freinage du char Leclerc. Elle comprend une boîte de vitesses automatique intégrant un convertisseur de couple. Cinq vitesses sont disponibles en marche-avant (dont une première lente) et deux en marche-arrière.
La direction est assurée par un groupe hydrostatique de direction (GHD) conçu par Poclain Hydraulic. Ce GHD d'une cylindrée de seulement 286 cm3 est capable de faire pivoter le char sur lui-même en manipulant le volant du bout des doigts.
Le freinage est assuré par un ralentisseur hydrocinétique qui absorbe l'énergie de ralentissement entre 71 et 35 km/h, la décélération pouvant atteindre 7 m/s2 sur sol sec. Deux freins à disque carbone-carbone complètent l'action du ralentisseur, si nécessaire, ils sont assez puissants pour freiner le char à eux seuls.

#### Train de roulement

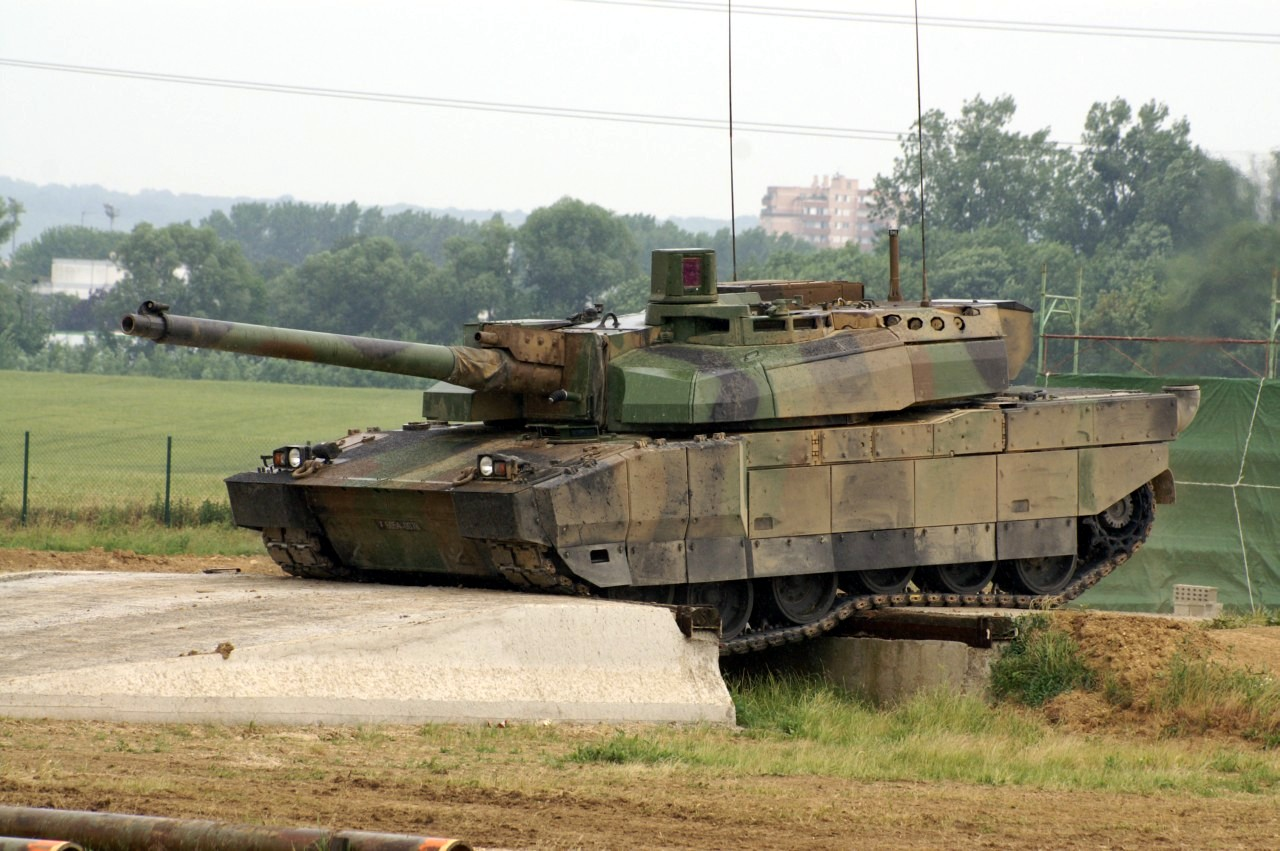
Un Leclerc en manœuvre.

Comme sur l'AMX-30, il s'agit d'un train de roulement de type Vickers, il est composé par côté de cinq rouleaux porteurs et de six galets de roulement en alliage léger avec des bandes en élastomère. Chaque galet a un diamètre de 700 mm. Le train de roulement comprend également deux barbotins et deux poulies de tension. Initialement, le Leclerc utilisait des chenilles V2 en alliage d'aluminium, qui permettaient un gain de masse de l'ordre de 800 kg sur des chenilles en acier. Depuis la onzième tranche (T11) de production, les chenilles V2 sont remplacées par les V5, en acier. Plus lourdes, elles sont reconnaissables à leurs semelles carrées. Par rapport aux chenilles à axes secs de l'AMX-30, les chenilles à connecteurs V2 et V5 possèdent une durée de vie deux à trois fois supérieure. Afin de réduire les vibrations, le bruit et les dommages sur le réseau routier civil, elles possèdent des semelles démontables en élastomère. Les chenilles du Leclerc sont au standard OTAN et font donc 635 mm de largeur.
Le Leclerc est équipé de douze ESO (pour Éléments de Suspension Oléopneumatique) conçus par la SAMM. Chaque galet de roulement est relié à un élément de suspension bi-cylindre rempli d'azote et d'huile. Les ESO sont montés à l'extérieur du châssis, pesant 180 kg chacun, ils contribuent à sa protection. Le débattement vertical de la suspension est de 300 mm en compression et de 109 mm en détente.

### Protection

#### Signature thermique
Une des particularités du procédé Hyperbar propre au moteur V8X1500 est qu'il ne fume pas à l'accélération, ce qui permet de réduire la signature infrarouge du char. La température de l'échappement de la turbine TM-307 B n'excède jamais 370 °C, quel que soit le régime du moteur Diesel du char.

#### Balistique (blindage)
C'est l'établissement d'armement AMX-APX qui a mené toutes les études de configuration et d'intégration des nouveaux concepts de protection balistique. En 1992, Stéphane Ferrard, journaliste de défense et historien de l'armement terrestre, écrivait dans son livre Le système Leclerc : « Dans un secteur frontal de 30° à droite et à gauche, la structure du char serait capable de résister à l'impact de munitions flèches appartenant aux plus gros calibres actuellement disponibles sur le marché. »
La tourelle et le châssis du char Leclerc sont constitués d'une armature en plaques d'acier mécanosoudées sur laquelle sont montés un ensemble de caissons amovibles contenant du blindage composite. La tourelle est protégée par un ensemble de douze caissons rapportés (six par côté), recouverts d'un revêtement antidérapant en fibre de verre.
La tourelle est également ceinturée par un ensemble de coffres composites qui ont un triple rôle : transporter le lot de bord, réduire la signature radar et former un blindage espacé devant les blocs de blindage composite principaux.
Des réservoirs structuraux auto-obturants sont placés à l'avant-droite du châssis, devant le barillet contenant 18 obus de calibre 120 mm et au-dessus de ce dernier, sous la plaque servant de support au blindage composite du glacis. La protection frontale des flancs du châssis est assurée par trois pré-blindages latéraux composés chacun d'un panneau en composite recouvert d'une carapace en acier. Les Leclerc tropicalisés disposent de 6 caissons. Tous sont montés sur charnières afin de pouvoir être basculés sur la caisse, réduisant la largeur du char pour la rendre compatible avec le gabarit SNCF.
La nuque de la tourelle qui abrite le système de chargement automatique est protégée par six caissons (trois de chaque côté) à l'épreuve des obus perforants de calibre 30 mm et des projectiles antichars d'infanterie comme le RPG-7. Certains ensembles comme les capots et des trappes des viseurs sont en composite verre-alumine sont fournis par Melco, filiale de la SNPE.

#### Leclerc SXXI

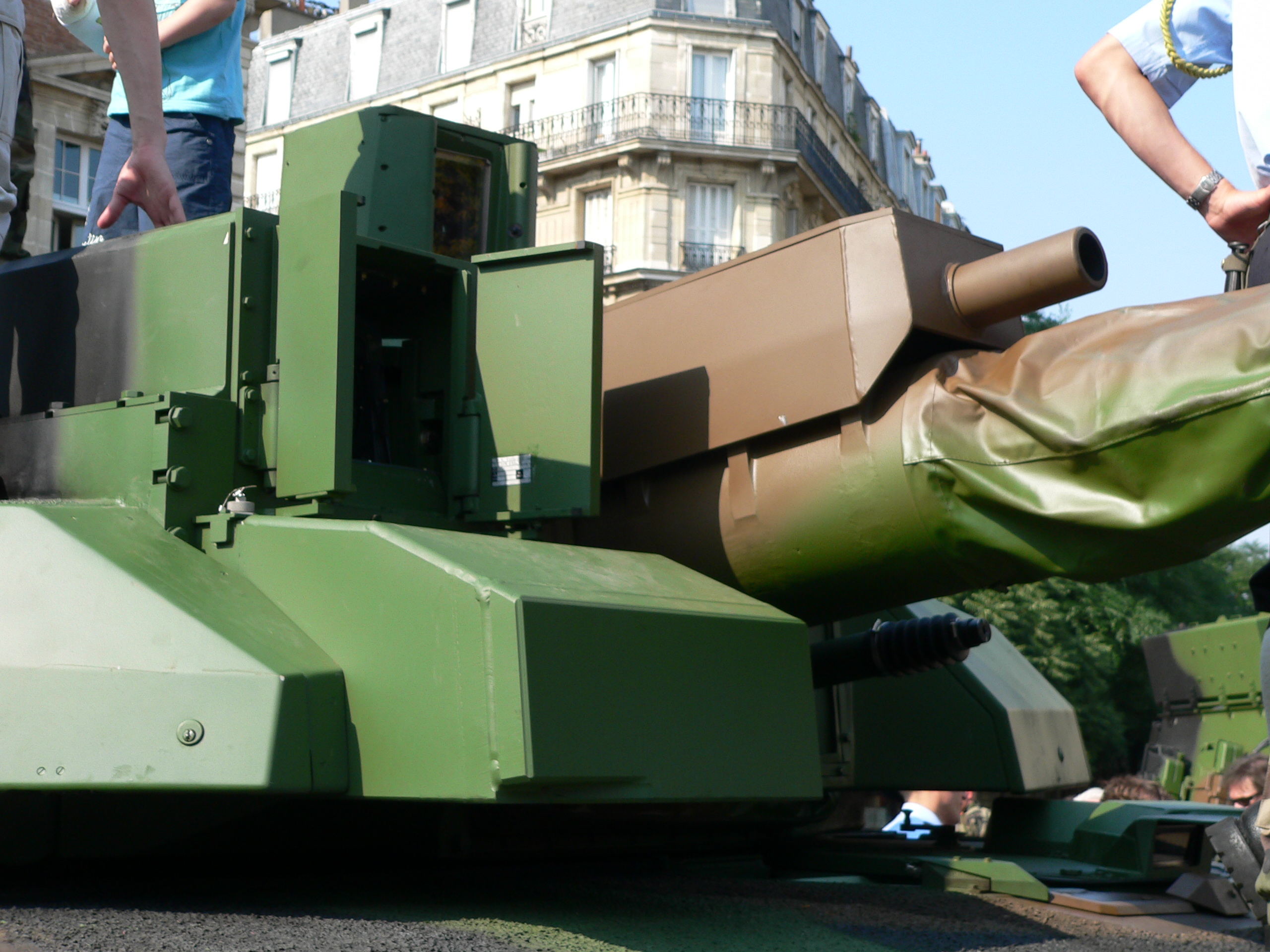
Le bloc de blindage composite en dessous du viseur du tireur est rallongé sur le Leclerc SXXI. On remarque la mitrailleuse de 12,7 mm à gauche du canon.

Pour mettre le Leclerc à l'abri des nouvelles menaces, une étude visant à doter les chars de la série XXI (SXXI) d'un nouveau blindage est entreprise à la fin des années 1990.
Ces nouvelles menaces consistaient, premièrement, par l'apparition de roquettes et missiles antichars utilisant des charges creuses de gros calibre, montées en tandem, ayant des capacités de pénétration franchissant les 1 000 mm d'acier à blindage. Deuxièmement, les progrès réalisés dans la métallurgie du tungstène et de l'uranium appauvri permettaient de concevoir des obus-flèches encore plus véloces et à l'allongement (rapport entre la longueur du barreau et son diamètre) toujours plus important pour atteindre le ratio 1:30. Ces munitions-flèches sont créditées d'un pouvoir de pénétration supérieur à 700 mm d'acier à blindage.
Les chars proposés à l'export ainsi que ceux des deux dernières tranches de production (T 10 et T 11), les Leclerc XXI, voient leurs blocs passifs de blindages latéraux remplacés par des modules réactifs plus légers. Le gain de masse est reporté sur l'arc avant, ce qui permet, et grâce entre autres choses à l'utilisation de titane, de porter la protection au niveau souhaité. L'autre conséquence positive est de déplacer le centre de gravité de la tourelle vers l'avant, en coïncidence quasi parfaite avec l'axe de gisement, ce qui aide les asservissements de pointage dynamique.
Les modules réactifs nécessitent une protection supplémentaire pour garantir leur fonctionnement. Afin de les protéger contre des obus perforants de 20 mm tirés depuis une position élevée, des plaques en céramique sont montées sur la partie supérieure des caissons.

#### Kits de surblindage
Les caissons de surblindage proposés avec le kit AZUR (Action en Zone URbaine) offrent un niveau de protection élevé contre les roquettes d'infanterie de type RPG-7 tout en utilisant des matériaux composites de très faible densité, permettant un démontage aisé et rapide sur le terrain. Ces caissons légers passifs sont dérivés de ceux mis au point quelques années auparavant dans le cadre du projet de blindé australien Waler 4. Ils ont été montés sur les Leclerc tropicalisés émiratis déployés au Yémen.
En 2017, des Leclerc tropicalisés recouverts du blindage réactif explosif CLARA (Composite Lightweight Adaptable Reactive Armour) de Dynamit Nobel Defense ont été aperçus au Yémen.

#### Contremesures passives
Quatorze tubes-lanceurs GALIX d'un calibre de 80 mm sont montés à l'arrière de la tourelle du char Leclerc, l'Armée de terre emploie quatre types de munitions différentes :
- Galix 3 : trois pots fumigènes, formant un écran de fumée durant 50 secondes ;
- Galix 4 : deux grenades à fragmentation (sert à neutraliser l'infanterie ennemie arrivée trop près ou sur le char) ;
- Galix 6 : un leurre infrarouge, efficace durant 10 secondes ;
- Galix 13 : trois pots fumigènes, efficaces également dans le domaine infrarouge, formant un écran durant 30 secondes.

### Armement et équipement

#### Armement principal

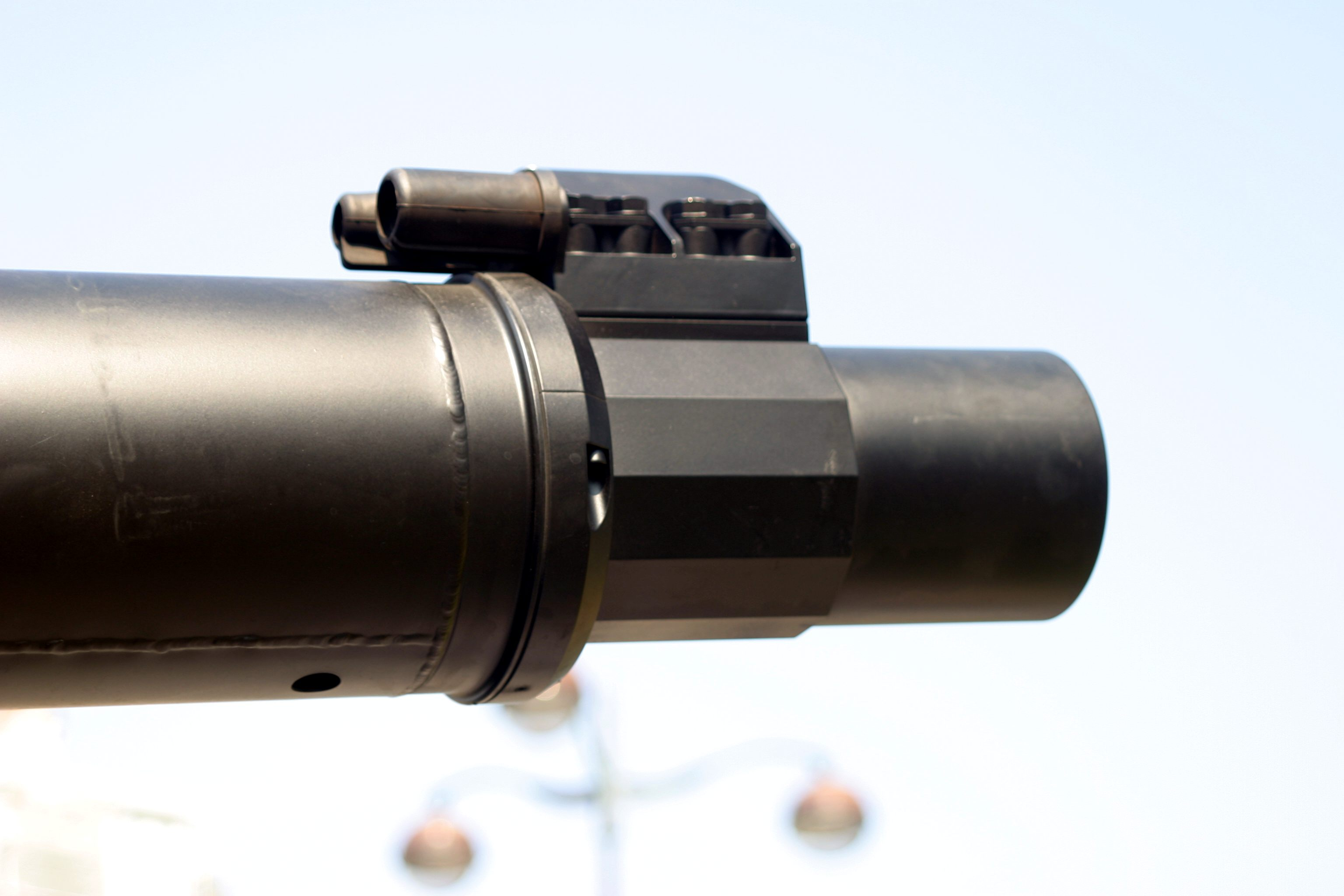
Le miroir de volée de l'arcuremètre est monté au-dessus de la bouche du canon.

Le Leclerc est armé d'un canon à âme lisse d'un calibre de 120 mm d'une longueur de 52 calibres (6,24 m). Connu sous les appellations CN120-26 ou plus simplement F1, il a été conçu et fabriqué par l'EFAB de Bourges. Il est chambré pour tirer toutes les munitions de calibre 120 × 570 mm au standard OTAN. Le tube du canon est recouvert d'un manchon anti-arcure, il est dépourvu d'évacuateur de fumée et un miroir de volée est monté à l'extrémité du tube, au-dessus de la bouche. La masse totale du canon est de 2,74 t.
Le système de chargement automatique (CHA) a été conçu par Creusot-Loire Industrie, il permet d'une manière courante le rechargement du canon lors des tirs en mouvement, lui assurant une cadence de tir lui permettant de viser six cibles à la minute. La séquence de tir nominale est inférieure à huit secondes, et le temps de redoublement (charger deux munitions du même type l'une après l'autre) inférieur à six secondes. Le fonctionnement de ce système dans son ensemble est géré par un microprocesseur TM Motorola de la série 68000. Le système de chargement automatique est positionné dans la nuque de tourelle. Il occupe un volume d'1,68 m3 (1,40 × 2,40 × 0,50 m) pour une masse à vide de 500 kg.
En cas d'agression, l'explosion éventuelle des munitions est dirigée vers le haut grâce à deux panneaux détachables libérés par l'explosion. Cela évite que l'énergie engendrée se concentre dans la tourelle et cela minimise fortement les effets collatéraux sur le personnel. Le système est un convoyeur à chaîne à vingt-deux alvéoles pouvant recevoir tous les types de munition au standard OTAN. Il positionne la munition choisie dans l'axe de l'arme et son refouloir télescopique la pousse vers la chambre de la bouche à feu par l'intermédiaire d'une gouttière en fibre de verre.
Entre chaque tir, la bouche à feu revient automatiquement sous un angle de site négatif de 1,8° pour que l'opération de rechargement puisse s'effectuer dans de bonnes conditions. Une fois la culasse verrouillée, la bouche à feu reprend l'angle d'élévation indiqué par la conduite de tir. En cas de dégradation du système, le convoyeur peut être mis en action à l'aide d'une génératrice électrique à déclenchement manuel (manivelle). L'approvisionnement du convoyeur s'effectue à travers une fenêtre située à l'arrière de la tourelle. Un clavier de commande permet de faire tourner le chargeur automatique pour présenter une nouvelle cellule vide. Deux lecteurs de code-barres identifient la munition introduite afin de gérer sa position à tout instant. Si la munition ne comporte pas de code-barre, son type est introduit par le clavier de commande. Un barillet d'une contenance de dix-huit obus permet de recompléter, sous blindage, les alvéoles du convoyeur. Il est situé à l'avant droit du châssis.
Les chars Leclerc en service dans l'Armée de terre française emploient plusieurs types de munitions de calibre 120 mm :
- OFL 120 F1 : un obus-flèche en alliage de tungstène de conception franco-allemande ayant une vitesse initiale de 1 790 m/s. Renommé 120 OFLE F1A.
- 120 OFLE F1B : obus-flèche dérivé du 120 OFLE F1A, la masse du projectile en tungstène est de 7,3 kg, pour une vitesse initiale de 1 790 m/s et une portée pratique de 4 000 m[26].
- 120 OFLE F1B+ : obus-flèche dérivé du 120 OFLE F1B.
- OFL 120 F2 : un obus-flèche en alliage d'uranium appauvri ; 60 000 exemplaires ont été fabriqués à partir de 1996. Le barreau en uranium appauvri a été fabriqué à l'usine SICN Annecy et le reste de la munition a été conçu et assemblé à l’usine Giat Industries de Salbris[27]. Sa vitesse initiale est de 1 740 m/s.
- 120 OFLE F2 : un obus-flèche en alliage d'uranium appauvri développé durant les années 2000 ; 3 000 exemplaires furent commandés et 500 devaient être livrés à partir de 2013[28].
- SHARD (SHardenered ARmour Defeat) : un obus-flèche en nouvel alliage à base de tungstène développé par Nexter entre 2021 et 2024, avec une capacité de pénétration annoncée supérieure de 15 % aux munitions précédentes, vitesse initiale de 1 720 m/s avec le canon de 52 calibres du char Leclerc[29].
- OFLEX : un obus-flèche d'exercice en acier, sa vitesse initiale est de 1 750 m/s, son empennage conique percé d'évents limite sa portée à 3 000 m.
- OECC 120 F1A : un obus explosif à charge creuse polyvalent, sa vitesse initiale de 1 100 m/s pour une portée pratique de 2 500 m.
- BSCC 120 F1 : munition d'entraînement (Boulet Simili Charge Creuse), inerte mais ayant la même balistique que l'OECC 120 F1[26].
- 120 EXPL F1 : un obus explosif, la masse du projectile est de 16,8 kg ;  il contient 3 kg d'explosif[30] pour une vitesse initiale de 1 050 m/s et une portée pratique de 4 000 m. 3 000 exemplaires ont été livrés entre 2011 et 2012.
- 120 OEFC F1 : un obus de défense rapprochée de 11,5 kg projetant à 1 410 m/s un nuage de 1 100 billes en tungstène, sa portée pratique est de 500 m. Cette munition est basée sur la munition américaine M1028 Canister du même calibre, développée par General Dynamics Ordnance and Tactical Systems[26].

#### Armement secondaire

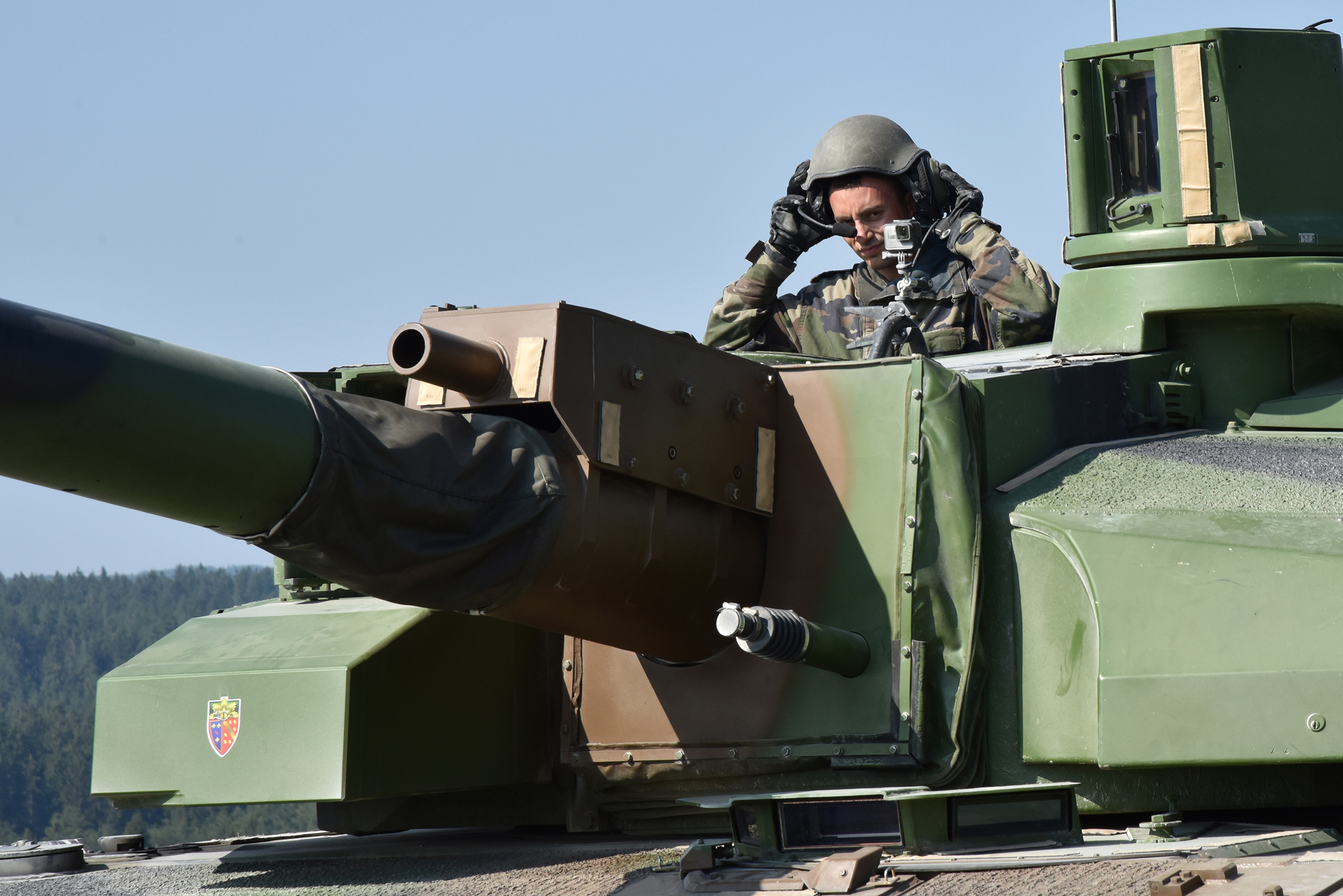
On peut apercevoir le canon de la mitrailleuse coaxiale faisant saillie à travers le bouclier protégeant le masque du canon, le boîtier au-dessus abrite l'arcuremètre dynamique SAGEM Hardy 20.

Une mitrailleuse lourde M2HB de calibre 12,7 mm vient compléter l'armement principal, elle est montée de manière coaxiale, à gauche du canon de 120 mm. Cette mitrailleuse est approvisionnée par une bande de 140 cartouches dont le remplacement est peu aisé, un total de 800 cartouches est embarqué à bord du char.

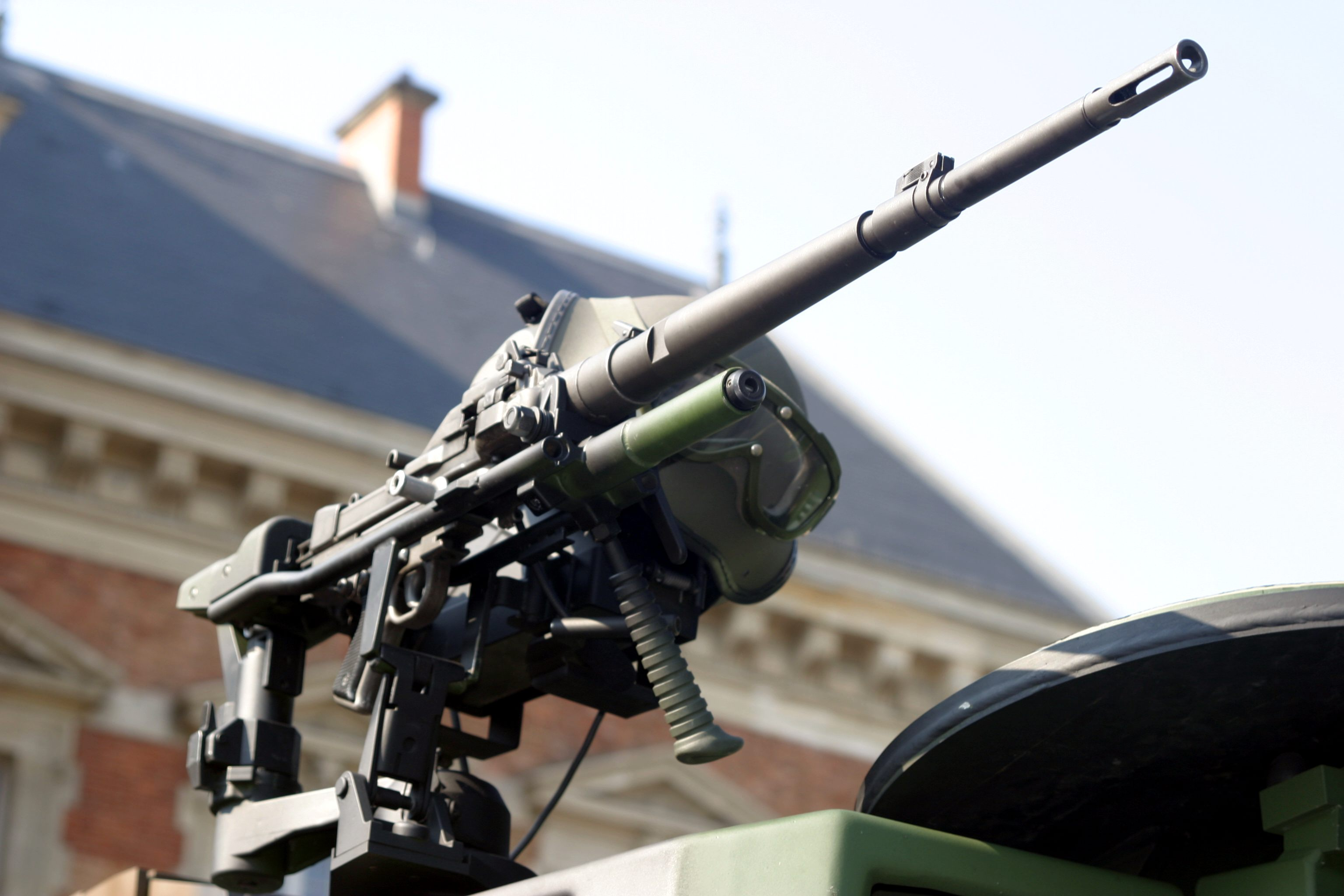
La mitrailleuse AA NF1 montée sur la trappe de l'opérateur tourelle.

Une mitrailleuse de toit AA NF1 de calibre 7,62 mm peut être montée sur la tourelle via un affût Heckler & Koch, elle est actionnée manuellement par le chef de char ou le tireur à partir d'une embase permettant la mise en œuvre par l'un ou par l'autre. Il est prévu d'installer un tourelleau téléopéré T2B de la FN Herstal lors de sa modernisation au standard XLR dans les années 2020.

Sur le Leclerc tropicalisé, la mitrailleuse est montée sur un affût ATO (armement téléopéré) asservi au viseur du chef de char, ce qui permet son utilisation sous blindage.

### Viseur du chef de char

#### HL 70

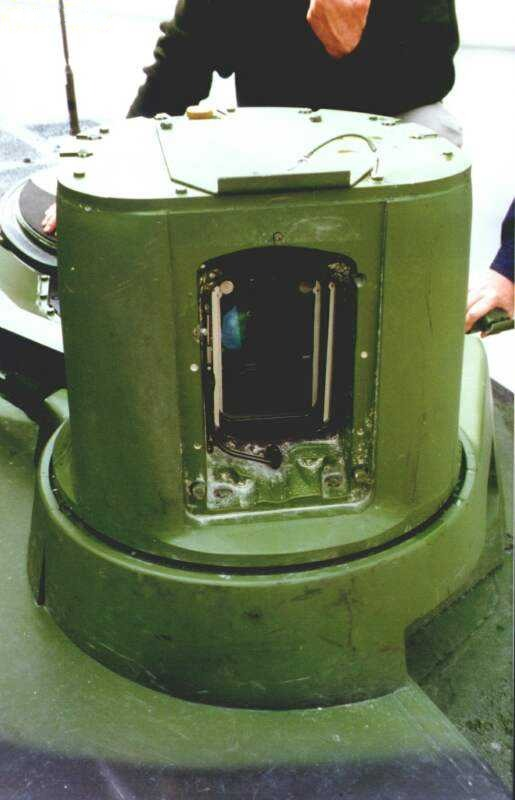
Le viseur panoramique HL 70.

Produit initialement par la SFIM, le viseur HL 70 est un viseur panoramique gyrostabilisé comprenant une lunette de visée, un ensemble intermédiaire et un boîtier électronique.
Pour l'observation de jour, deux grossissements sont disponibles :
- × 2,5 (grand champ de vision de 20°) ;
- × 10 (petit champ de vision de 5°).

Le viseur intègre également une voie de nuit fonctionnant grâce à un système d'intensification de lumière de deuxième génération permettant de reconnaître une cible à 4 600 m environ et de l'identifier à 2 600 m.
La voie de nuit offre un grossissement :
- × 2,5 (champ de vision de 13°).

La précision de la stabilisation est de l'ordre de 0,2 mrad lorsque le char se déplace en terrain difficile.
À côté de l'oculaire du VCH (Viseur CHef) HL 70 se trouve un moniteur TV d'une diagonale de 15 cm qui recopie l'image observée par le viseur du tireur (voie jour vidéo et l'image infrarouge filmée par la caméra thermique).
Le chef de char dispose de la fonction de ralliement automatique (Hunter-Killer), permettant à ce dernier de désigner rapidement une cible au tireur en lui transférant les coordonnées exactes pour que le viseur du tireur s'aligne sur l'objectif pendant que le chef de char continue son observation du terrain.

#### HL 80
Il est utilisé sur les Leclerc tropicalisés, il se différencie du HL 70 par l'utilisation d'une caméra thermique Alis à la place d'un intensificateur de lumière.

#### HL 120
Les Leclerc SXXI possèdent le viseur HL 120 qui intègre un télémètre laser et une caméra thermique Iris qui remplace l'intensificateur de lumière.

### Viseur du tireur

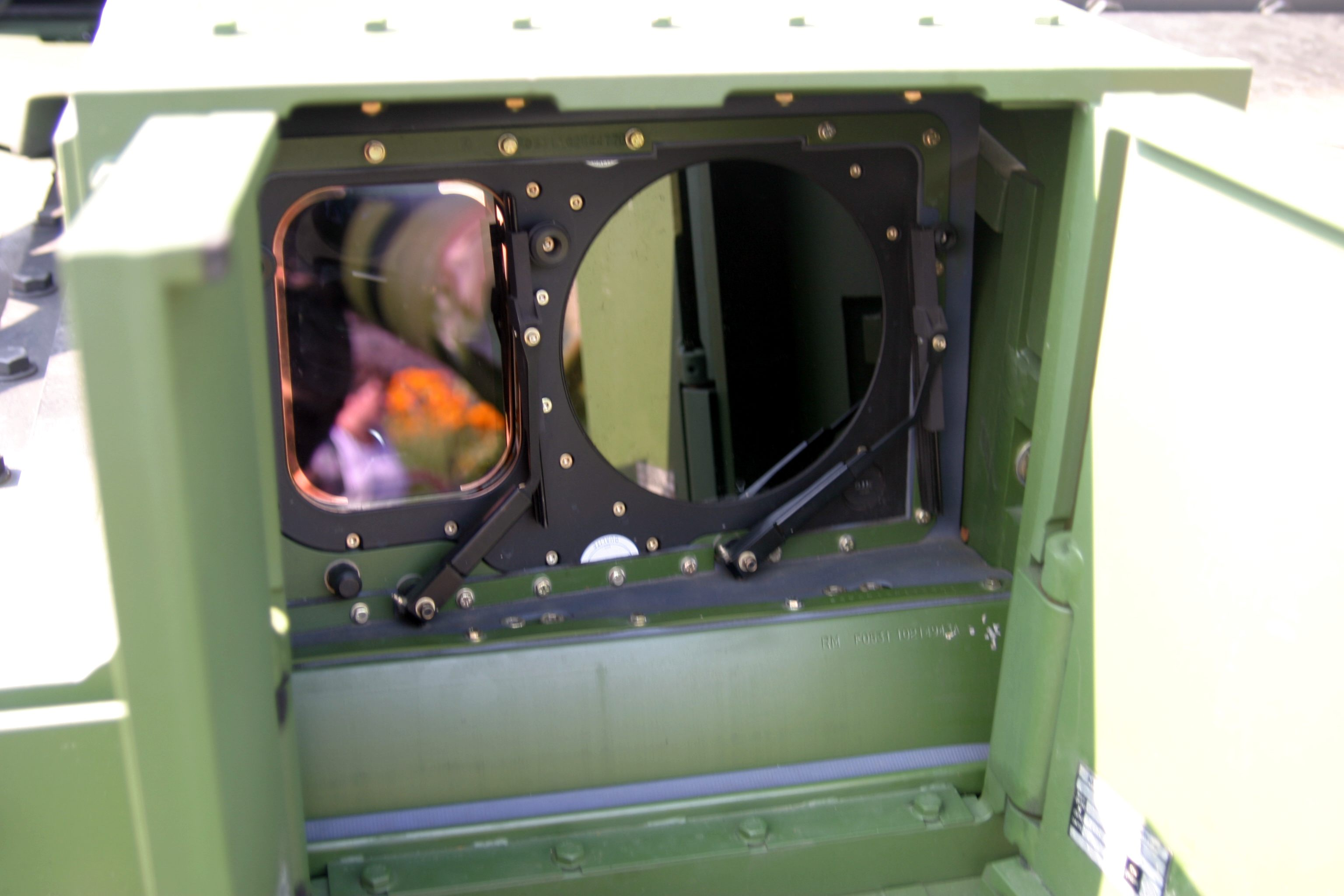
Les pupilles du viseur font respectivement 70 mm de diamètre.

#### HL 60
Le viseur de masque gyrostabilisé a été conçu par SAGEM, il a la particularité d'être mécaniquement lié au canon de 120 mm. La précision de la stabilisation de la ligne de visée est de l'ordre de 50 µrad. Le HL 60 comprend une tête avec une ligne de visée, un ensemble d'acquisition et un boîtier électronique. Il intègre un télémètre laser.
La tête de visée est dotée de deux fenêtres en forme de pupille, l'une pour la voie jour et l'autre pour la voie nuit (thermique).
La voie jour directe possède deux grossissements :
- × 3,3 (champ de vision de 17,5°) ;
- × 10 (champ de vision de 5,5°). Sur le Leclerc tropicalisé émirien, ce grossissement est remplacé par un × 14.

Ainsi qu'une voie jour vidéo avec un seul grossissement :
- × 10 (champ de vision de 3°x2°).

Une voie infrarouge thermique avec deux grossissements :
- × 3 (champ de vision de 9°x6°) ;
- × 10 (champ de vision de 3°x2°).

La caméra thermique Athos, réalisée par la SAT, permet de détecter une cible à 5 000 m, la reconnaître à 2 500 m et de l'identifier à 2 000 m.
L'image enregistrée par la caméra thermique Athos est affichée en temps réel sur un micromoniteur de télévision TVM 565 réalisé par Sextant Avionique.

#### HL 130

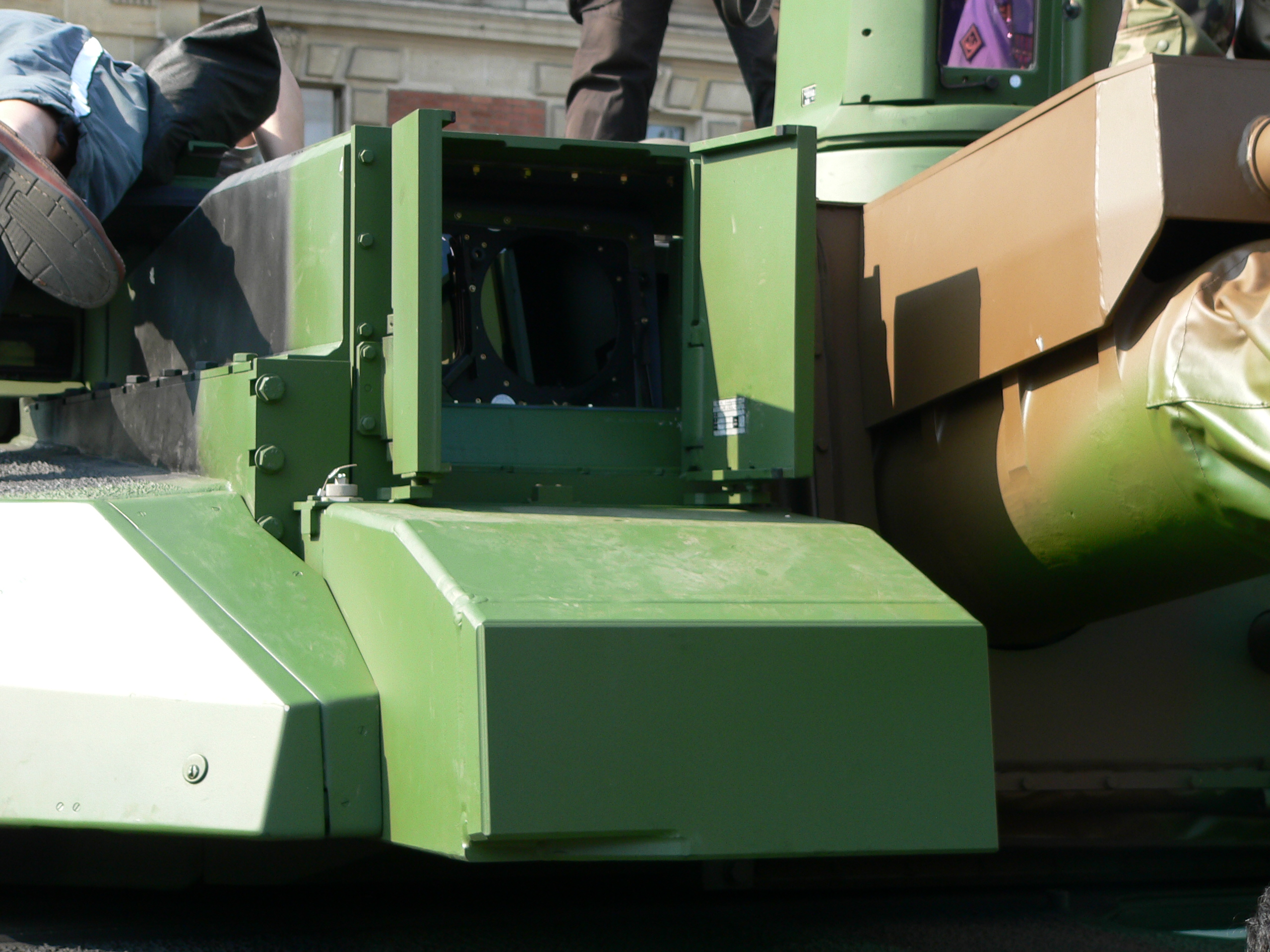
Le viseur HL 130 du Leclerc SXXI.

Le HL 130 remplace le HL 60 sur les Leclerc S2 à partir de la tranche T9, la caméra thermique Athos est remplacée par la caméra thermique Iris qui possède une meilleure résolution (576 × 746 pixels).

## Variantes

### Chars de combat

#### Versions EMAT

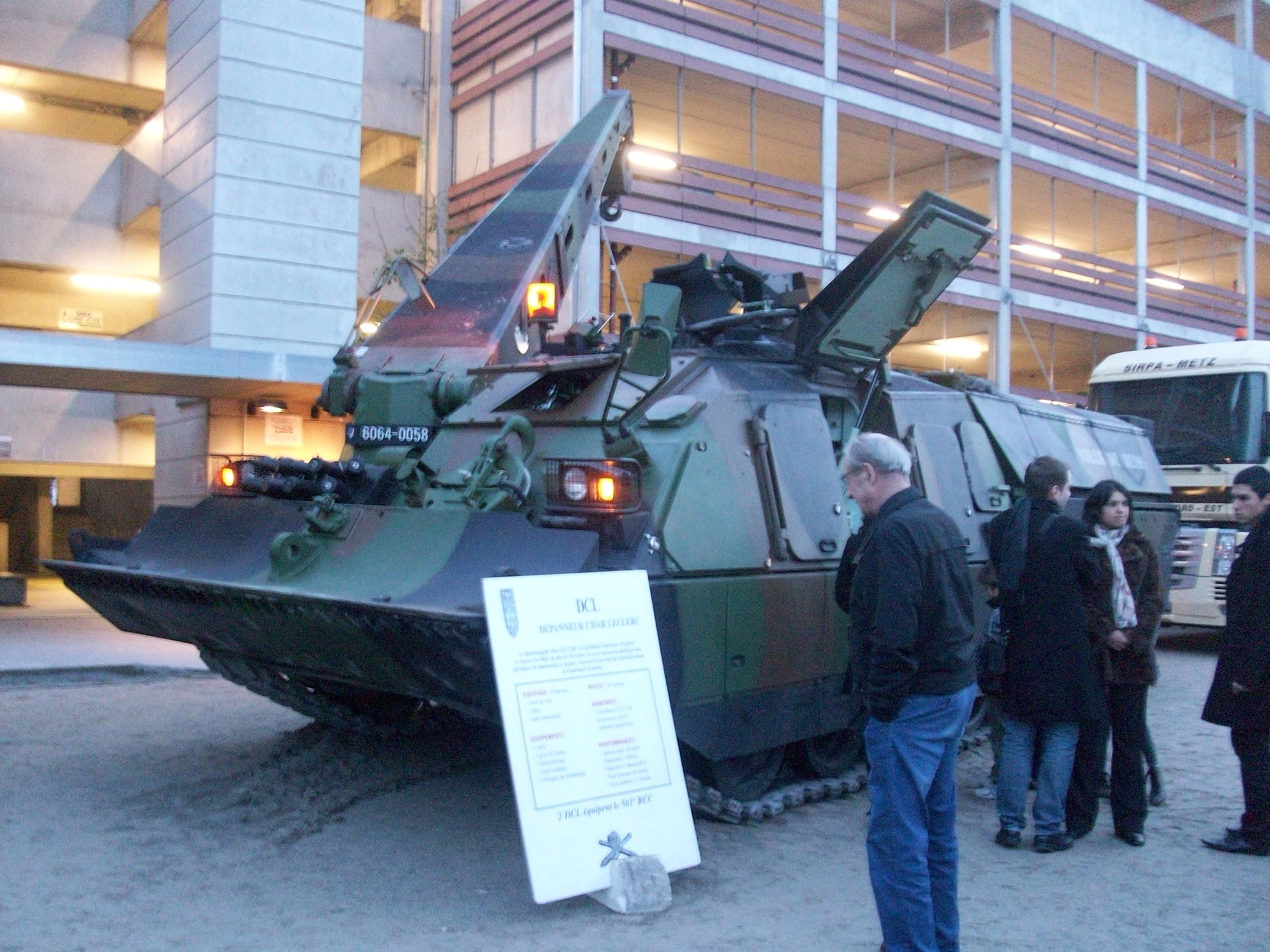
Un des vingt chars de dépannage DNG/DCL français.

Les chars destinés à l'armée française (nommés parfois Leclerc EMAT, pour « état-major de l'armée de terre », par comparaison aux Leclerc « EAU ») sont répartis en séries, puis en tranches. La première série (S1) est divisée en cinq tranches. La tranche 1 date de 1991 (deux chars) et 1992 (deux chars) et comprend quatre exemplaires dont le premier fut remis à la DGA le 14 janvier 1992, tous utilisés par GIAT pour des études. La seconde tranche est constituée de treize exemplaires livrés entre 1993 et 1994, utilisés au 503e régiment de chars de combat de Mourmelon et aujourd'hui démantelé. La troisième tranche, livrée à partir de 1994, est aujourd'hui démantelée. Quelques chars furent transformés en MARS (Moyen Adapté de Remorquage Spécifique) mais eux aussi sont retirés du service pour être remplacés par des MARS de la série 2 afin d'uniformiser le niveau de maintenance entre tous les chars. La quatrième tranche dispose d'un moteur fiabilisé abaissant le régime moteur de ralenti de 1 100 tr/min à 900 tr/min. La cinquième et dernière tranche de la première série ajoute des blindages latéraux et améliore la commande de la tourelle.
La deuxième série (S2) comprend quatre tranches. La tranche no 6 intègre un climatiseur, tandis que la septième tranche intègre un système de transmission de données avec le commandement et améliore le viseur du chef de char. La huitième tranche porte la modernisation de l'électronique. La neuvième tranche intègre un viseur tireur avec caméra thermique Iris (auparavant ATHOS).
La troisième et dernière série (SXXI) ne comprend que deux tranches. La dixième qui apporte de nouveaux modules de blindage, un viseur chef intégrant une caméra thermique et un télémètre laser ; et la onzième et dernière tranche qui lance l'installation du système de gestion du champ de bataille ICONE.

#### Standard F1 ou Leclerc XLR
Le standard F1 ou Leclerc XLR comprend une mise à jour matérielle pour, selon les prévisions de mai 2016, 200 chars Leclerc et 18 chars de dépannage DNG/DCL entre 2020 et 2028, destinée à les intégrer au programme « Scorpion » de l'Armée de terre dans le cadre d'un contrat d’un montant de 330 M€ attribué en mars 2015 à Nexter Systems. Il était prévu, à l'origine, 254 chars d'ici 2018. Le 1er juin 2021, la DGA a notifié à Nexter la rénovation des 50 premiers chars, suivie d'une seconde commande de 50 chars le 29 décembre 2022, avec pour objectif d'en livrer une centaine d'ici 2025.
Des prêts-à-monter de blindage adaptés aux diverses menaces en combat urbain sont prévus, similaires au programme AZUR, avec entre autres choses un brouilleur d'engin explosif improvisé et une nouvelle protection anti-RPG. À l'origine un tourelleau téléopéré T2 identique à celui du Jaguar devait être installé. Celui-ci, développé par Renault Trucks Defense, comprendra une mitrailleuse de calibre 7,62 mm. Cependant, le projet CaMo et la commande par la Belgique des blindés Griffon et Jaguar a motivé la décision française de commander à la place les TTOP fabriqués par FN Herstal, tout en gardant le calibre 7,62 mm. À cela s'ajoute une nouvelle munition tri-mode.
Plus encore, le système d’armes subira une refonte complète, notamment une nouvelle conduite de tir avec la mise à jour des principaux calculateurs systèmes, l’ajout de la navigation inertielle et du GPS, et de nouvelles interfaces hommes-machines similaires à celles de l'engin blindé de reconnaissance et de combat Jaguar pour le chef de char et le tireur (SICS, CONTACT, autoprotection).

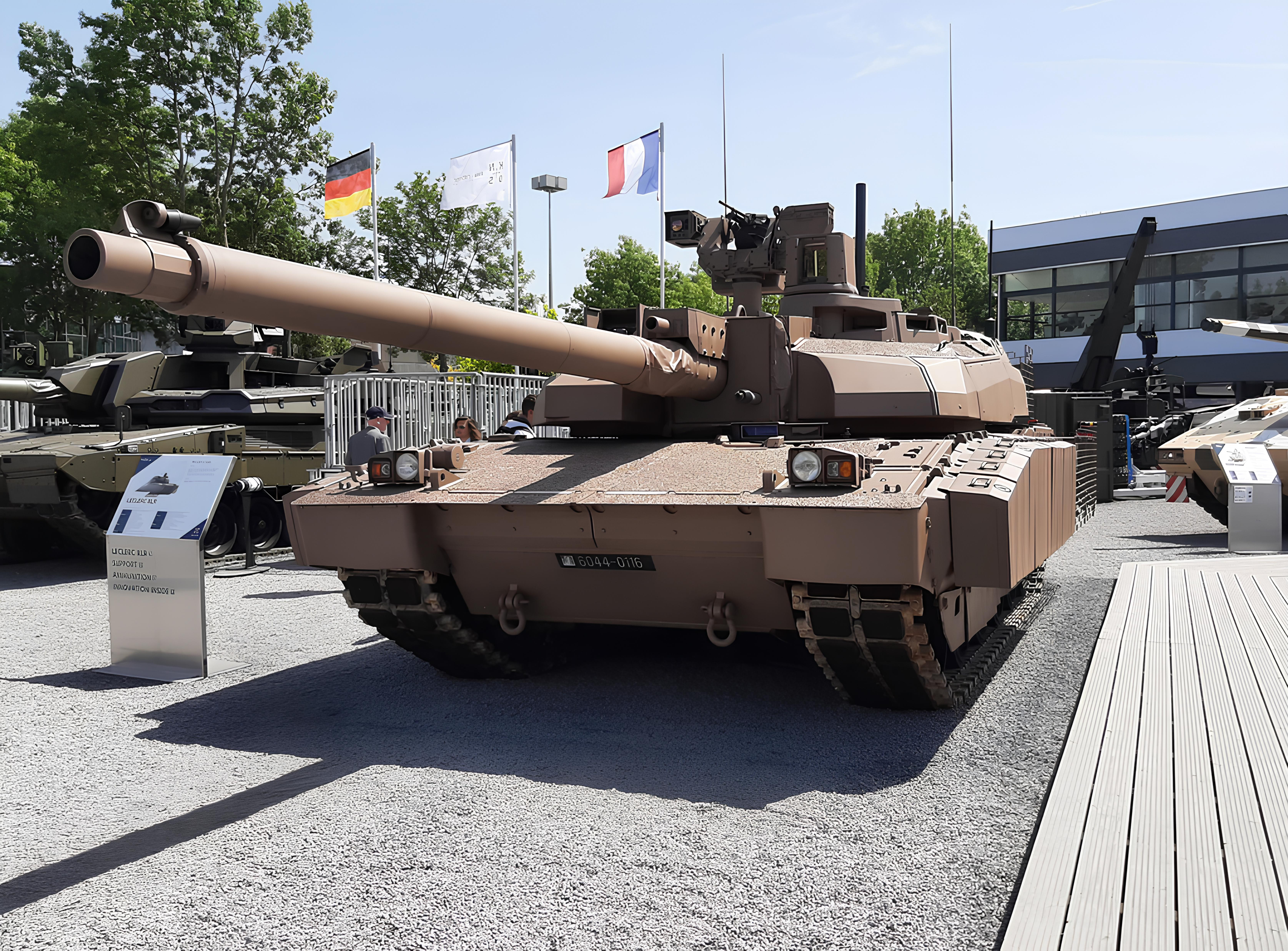
Char Leclerc XLR exposé à l'Eurosatory de 2022.

La maintenance générale du Leclerc est repensée. Un outil de maintenance préventive permettra de donner des échéances à l’équipage avant la prochaine révision. Grâce aux nouveaux écrans des postes chef et tireur, ces derniers ne nécessiteront qu’une mise à jour du logiciel au lieu du remplacement des systèmes en prévision des ajouts futurs de nouvelles fonctionnalités. L’équipage disposera d’un nouvel enregistrement de données et de la documentation électronique embarquée.
Le DCL intégrera aussi la bulle Scorpion et recevra un blindage arrière et un tourelleau SCORPION T1 avec une mitrailleuse de calibre 12,7 mm.

#### Version pour les Émirats arabes unis

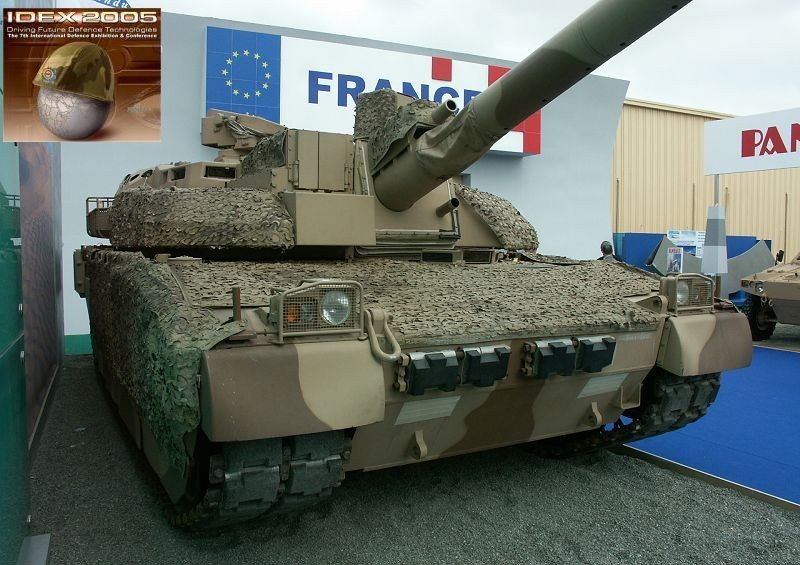
Char Leclerc des Émirats arabes unis en exposition en 2005.

Il s'agit de la version dite « tropicalisée » (appelée originellement TROP) destinée aux Émirats arabes unis. L'armée de terre émirienne dispose de 388 chars Leclerc ainsi que de 46 chars de dépannage DNG/DCL, le premier engin ayant été livré en novembre 1994.
La version « tropicalisée » possède quelques différences par rapport à la version EMAT :
- L'EuroPowerPack comprenant :
  - Un moteur Diesel MTU 883 Ka 500 à refroidissement liquide, développant 1 500 ch pour une cylindrée de 27,3 litres. L'accélération est moindre, 0 à 32 Km/h en 6 secondes au lieu de 5,5 s[37].
  - Une transmission Renk HSWL 295 TM avec cinq vitesses avant et deux arrière.
- Groupe auxiliaire de puissance (GAP) Diesel installé dans un caisson blindé à l'arrière droit du châssis.
- Aucune possibilité de passage de gué profond en submersion.
- Système d'armes ATO (arme de toit ou armement téléopéré) monté derrière la trappe du tireur, il comprend une mitrailleuse MAG 58 de calibre 7,62 mm en superstructure, asservie au viseur du chef de char.
- VCH (Viseur CHef) HL-70 remplacé par un HL-80 possédant une caméra thermique Alis.
- Système de gestion du champ de bataille LBMS (Leclerc Battlefield Management System), son écran n'est pas tactile comme sur le système ICONE monté sur les Leclerc EMAT. Le système de commandement FINDERS est un dérivé du LBMS.
- Téléphone pour communiquer avec l'infanterie monté sur le caisson abritant le GAP.
- Climatisation mécanique située en châssis avec prise de force directement sur la boite de vitesses, suppression du chauffage.
- Le châssis du char est protégé sur les deux tiers de la longueur par six pré-blindages latéraux au lieu de trois. En 2020 de nouveaux blindages réactifs viennent renforcer cette version notamment lors de son utilisation par les EAU lors de la guerre au Yémen qu'ils lancent en coalition en 2015[38].
- Protection sur les phares avant.
- Deux maillons de chenille supplémentaires fixés sur le glacis.
- Cinq paniers de rangements fixés à la nuque de la tourelle.

#### AZUR
Le prêt-à-monter « Action en Zone URbaine » (AZUR) est une série d'équipements développée en 2004 pour le char Leclerc à la suite d'une demande de la STAT. Il permet d’optimiser son utilisation en combat urbain tout en améliorant l'appui des unités au sol.
Le prêt-à-monter AZUR a fait sa première apparition sur un Leclerc de série 2 du 1/11e cuirassiers de Carpiagne (devenu 4e régiment de dragons en 2009) à Eurosatory en juin 2006. Un prêt-à-monter AZUR a été aussi développé pour le VAB.
En 2011, la société française Nexter a annoncé avoir reçu une commande des Forces armées des Émirats arabes unis par l'intermédiaire de la société émirienne International Golden Group, pour la livraison d'un prêt-à-monter de protection AZUR pour leurs chars Leclerc tropicalisés.
Le prêt-à-monter comprend :
- un système d'armes téléopéré ATO (Arme de TOit ou Armement TéléOpéré), il est déjà présent sur la variante tropicalisée du char Leclerc. Ce système téléopéré est monté derrière la trappe du tireur, il comprend une mitrailleuse AANF1 pointée à distance via sa propre caméra à deux voies (jour-nuit) ou encore par l'intermédiaire du viseur panoramique du chef de char (VCH) ;
- un mât optronique permettant une observation panoramique des abords immédiats du char[42] ;
- ajout d'un système de signalisation pour l'identification mutuelle des différents véhicules ;
- le train de roulement est protégé par des surblindages composites pour contrer les menaces de roquettes antichars d'infanterie ;
- le compartiment moteur est entouré par des grilles anti-RPG ;
- protection des accès de conditionnement du moteur (au niveau de la prise d'air et d'échappement) et de la climatisation contre les liquides enflammés à l'aide de trois plaques dont deux relevables fixées sur les paniers à l'arrière de la tourelle afin de protéger le Leclerc contre les cocktails Molotov ;
- quatre casiers largables multi-usages (compatible avec le VAB, le VBL et VBCI) à la place des réservoirs supplémentaires largables, ils permettent de transporter du ravitaillement tel que des boîtes à munitions, jerricanes d'eau ou encore une civière pliante[43] ;
- capacité de communication sans-fil jusqu'à 200 m avec de un à trois fantassins débarqués ;
- une interface électrique pour matériels civils ;
- capacité d'emport de 2 × 9 pots lanceurs de grenades de calibre 80 mm Galix NL ou ALR à commande différentielle par zone ;
- un avertisseur sonore de recul.

#### Leclerc Évolution

Leclerc EVOlution - Eurosatory 2024.

Présenté en juin 2024 au salon de l'armement Eurosatory, le Leclerc Évolution est un prototype du char de combat principal de quatrième génération développé et fabriqué par KNDS. Il reprend une version modifiée du châssis du char Leclerc dont le barillet de 18 obus situé à droite du pilote a été supprimé pour laisser place à un chef de char adjoint (aussi appelé  opérateur système). Le Leclerc Évolution reprend une version modifiée de la tourelle biplace de l'EMBT présentée en juin 2022 à Eurosatory. La version présentée lors d'Eurosatory intègre une version 120 mm du canon ASCALON avec un tube affichant une longueur de 58 calibres. La partie gauche de la poche arrière de la tourelle renferme un lanceur érectile triple pouvant déployer des munitions rôdeuses.
Dans le cours de son développement, la tourelle ARX30, armée du canon ASCALON est pensée pour être capable de tirer des obus de 120  ou   140 mm. Elle est équipée  d’un viseur PASEO couplé à une mitrailleuse de 7,62 mm, d’un système de protection active « Trophy » et de la possibilité d’utiliser des munitions télécommandées. 
Le Leclerc Evolution est annoncé comme devant être opérationnel en 2030. KNDS France serait en discussion commerciale avec plusieurs pays acheteurs potentiels. KNDS France a expliqué que le Leclerc Evolution n’est pas destiné à concurrencer les dernières versions de Leopard 2 ou les futures offres conjointes (Système principal de combat terrestre). L’idée est de le proposer sur des marchés où le Leopard n’est pas considéré comme la solution appropriée,.

### Chars du génie

#### Char de dépannage DNG/DCL
Il s'agit d'une version dépanneur équipée de tous les moyens nécessaires au dépannage d'urgence des chars (grue de 30 t, lame de terrassement, treuil, groupe électrogène, barres de remorquage…) et armée d'une mitrailleuse de calibre 12,7 mm montée sur la circulaire du bouclier du chef de char.

#### MARS (Moyen adapté de remorquage et de soutien)
Il s’agit, pour la plupart, des Leclerc possédant des défauts de fabrication de la tranche 1 et des quelques-uns de la tranche 2. Ils ont été transformés en chars de dépannage, le canon, les optiques ainsi que les systèmes de conduite de tir ont été retirés, le MARS pèse 50 tonnes. La conception et les transformations du premier MARS ont été réalisées par la section technique de marque du détachement de Gien de la 12e Bsmat au cours de l'hiver 2001-2002.

### Variantes non développées

#### Chars de combat
- Leclerc 140 T4 : réponse française au prototype allemand KWS III et au démonstrateur américain CATTB. La tourelle a été allongée pour abriter un imposant canon à âme lisse de calibre 140 mm utilisant des projectiles en deux parties. D'une masse de 60 tonnes, il emporte 31 obus, un prototype de tourelle fut construit, le canon de calibre 140 mm fut fabriqué par l'Établissement d'études et de fabrication d'armement de Bourges (EFAB, puis Nexter Centre de Bourges depuis 2006).

#### Véhicule de reconnaissance lourd
- XL-T40 : char Leclerc spécialisé dans les missions de reconnaissance et les conflits asymétriques. Il est équipé d'une tourelle T40 pesant 5,5 tonnes, armée d'un canon CTA de calibre 40 mm à munition télescopée. Équipé du kit de combat urbain AZUR et du système de protection actif Shark (version française du système allemand AMAP-ADS). La masse affichée est de 43 tonnes.

#### Chars du génie
- Leclerc PTG (Poseur de Travure du Génie) : variante char-porte-pont du char Leclerc, il était conçu pour poser un pont de 26 m. Aucun prototype n’a été construit.
- Leclerc EPG (Engin Principal du Génie) : développé par le GIAT dès 1994, un prototype est terminé en 2001. Il est basé sur le Leclerc DNG (châssis et casemate), la grue est remplacée par une pelle mécanique qui peut être remplacée par une pince ou un crochet et il est possible de monter une charrue ou une lame bulldozer. La plage arrière au-dessus du compartiment moteur est équipée de rails pouvant accueillir deux coffres abritant deux systèmes MICLIC (en) (Mine Clearing Line Charge) ou encore une plateforme lance-mines antichars Minotaur.

## Production

### Prototypes
En 1986, sortait des ateliers de Satory le Mulet Système Complet (MSC), qui représentait ce que serait le futur char de série. Six prototypes furent produits, quatre aux ateliers de l'AMX-APX à Satory (berceau des blindés français) et deux autres à l'ARE (Atelier de construction de Roanne) d'où sont sortis tous les chars français depuis l'AMX 13 jusqu'au VBCI aujourd'hui.
| # | Nom      | Numéro d'immatriculation du châssis | Constructeur | Date de production | Qualification | Remarque | Emplacement actuel                                      |
| - | -------- | ----------------------------------- | ------------ | ------------------ | ------------- | -------- | ------------------------------------------------------- |
| 1 | Arès     | 6894-0081                           | AMX-APX      | n.c                | mobilité      |          | 12e BSMAT Gien, site de Nevoy                           |
| 2 | Bayard   | 6894-0082                           | AMX-APX      | n.c                | mobilité      |          | DGA Techniques Terrestres de Bourges                    |
| 3 | Carnot   | 6894-0083                           | AMX-APX      | n.c                |               |          | Démantelé                                               |
| 4 | Duroc    | 6894-0084                           | ARE          | novembre 1989      |               |          | Musée des Blindés de Saumur                             |
| 5 | Estienne | 6904-0115                           | AMX-APX      | n.c                | blindage      |          | DGA Techniques Terrestres de Bourges                    |
| 6 | Foch     | 6904-0116                           | ARE          | juillet 1990       |               |          | Musée des Blindés de Saumur, en pot de fleur à l'entrée |

### Production pour l'armée française

#### Première série
En 1990, la production de série débuta avec les quatre exemplaires de la tranche 1 qui furent utilisés principalement lors de tests comparatifs avec du matériel étranger. Puis les 13 de la tranche 2 et ceux de la tranche 3 furent livrés. Ils amélioraient, respectivement, le dessin de la tourelle et le blindage de la caisse. Même si le char était reconnu comme ayant un potentiel certain, ces premières séries mirent en évidence plusieurs défauts de jeunesse, en particulier au niveau du moteur et de la suspension. Ces lots furent rapidement retirés du service actif et convertis à d'autres tâches.
Les tranches T4 et T5 éliminent les problèmes récurrents de moteur et, après une remise à niveau dite RT5, à la fin des années 1990, ils restèrent en service en tant que « Série 1 OPS ».

#### Deuxième série
La production de la deuxième série débuta avec la tranche 6 (série 2.1 ou S2.1), similaire au RT5 mais avec un système de climatisation électrique monté à l'arrière droit de la tourelle. Puis la tranche 7 (S2.2) introduisit un système de transmission de données au véhicule de commandement, un VAB, ce qui permit une vision instantanée de l'état des chars et des cibles repérées. Cette tranche améliorait aussi le viseur du chef de char qui avait tendance à se dé-calibrer. La tranche 8 (S2.3) constitua une remise au goût du jour des équipements électroniques. Enfin, la tranche 9 (S2.4) remplaça la caméra thermique Athos (SAGEM-Thales TRT Défense) du viseur tireur par une caméra thermique SAGEM IRIS qui permettait des acquisitions d’objectifs à de plus grandes distances.
Il a été décidé de moderniser toutes les tranches précédant le standard tranche 9 sous la désignation de « Série 2 OPS » à partir de 2005, au moins pour la deuxième série.

#### Troisième série
À Eurosatory, en 2004, la tranche 10 fut présentée. Elle est équipée d'un nouveau viseur chef équipé d'un télémètre laser et d'une caméra thermique IRIS ainsi que d'un nouveau blindage. Elle constitue le début de la troisième série (SXXI) et une production de 96 exemplaires.
À partir de 2007, tous les SXXI sont portés au standard de la tranche 11. Ils sont équipés du système de gestion du champ de bataille ICONE (qui équipe aussi les chars de la série 2 depuis 2009). En 2004, le taux de disponibilité opérationnelle était de 60 %.
Le programme Leclerc s'est achevé avec la livraison des 14 derniers chars en 2007. Au total, 406 chars ont été livrés à l'Armée de terre mais les premières séries ont été retirées du service, le matériel n'étant plus opérationnel. 406 chars Leclerc, 2 DNG (appellation de l'époque) prélevés sur la chaine de montage des engins destinés aux Émirats arabes unis afin d'être livrés au plus vite à l'EMAT pour le besoin de l'OPEX au Kosovo et 18 chars de dépannage DCL ont été livrés à l'armée française.

#### Dotation des armées
En 2010, le nombre de chars en dotation dans les forces s'élève à 254, (158 série 2 et 96 série 2.1) dont 240 chars projetables destinés à remplir le contrat opérationnel avec quatre régiments de 54 Leclerc. Plus 18 DCL, 2 DNG et 9 MARS (« Moyen adapté de remorquage spécifique ») qui sont une conversion de chars Leclerc en char de remorquage pour combler le besoin de chars de dépannage). Durant le milieu des années 2010, la dotation était de 200 unités jusqu'en 2018 et elle est passée à 222 au 1er juillet 2019;
En 2008, près de 150 chars ont été placés en « parc de gestion » et le budget de fonctionnement ne permet d'entretenir que 42 chars. Des rumeurs évoquaient ainsi la volonté de la France de vendre d'occasion une partie de son parc de Leclerc. Dans ce cadre, la France a proposé à la vente une trentaine de Leclerc à la Colombie mais sans suite. Avec les dernières livraisons intervenues en 2007, le parc de chars de dépannage DCL (Dépanneur Char Leclerc) s'établit à 20 engins (18 DCL et 2 DNG) qui sont répartis à raison de quatre par régiment. Dix-sept DCL étant pris en compte au 1er juillet 2019[pas clair].
Les régiments de chars, qui étaient jusqu'en 2009 à 80 chars (RC80), font place, dans le cadre de la réforme des armées, à des régiments à 54 chars, et l'appellation RC (nombre de chars par régiment) disparaît au profit de appellation RC Leclerc, le reste étant réparti entre l'ESAM, le 1er RCA, l'EAABC et la DGA et un exemplaire chez Nexter.

#### Plan de modernisation
Fin 2017, Nexter annonce la modernisation de 200 chars Leclerc de l'Armée française et des 18 chars de dépannage (DCL). Les livraisons de ces matériels doivent intervenir entre 2020 et 2028 pour leur permettre de maintenir leur capacité opérationnelle au-delà de 2040, pour un budget d'environ 330 millions d'euros.

### Version «tropicalisée» pour les Émirats arabes unis
L’armée des Émirats arabes unis a reçu 388 chars (livrés jusqu'en 2003), 2 char-écoles ainsi que 46 chars de dépannage ARV (Armoured Recovery Vehicle) avec quelques différences par rapport à leurs homologues de l'armée française.

### Total de production
La production en série atteint un total de 862 chars. À cela il faut rajouter :
- deux prototypes visibles au musée des blindés de Saumur, le prototype no 4 Duroc dans la salle France et le prototype no 6 Foch à l'entrée du musée ;
- trois prototypes DNG (dépanneur nouvelle génération) dont un servit aux essais du système de déminage K2D et fut plus tard reconfiguré en prototype EPG (engin principal du génie) qui ne vit jamais le jour, il a rejoint le musée des blindés de Saumur ;
- cinq prototypes export et de validation d'évolutions constructeur pour les Émirats arabes unis qui sont conservés à Satory pour l'un des 5 chars, 3 autres à Roanne chez Nexter et un des cinq châssis a été cédé à un collectionneur privé de la région troyenne.

Le total de véhicules produits est donc de 876.

## Utilisateurs

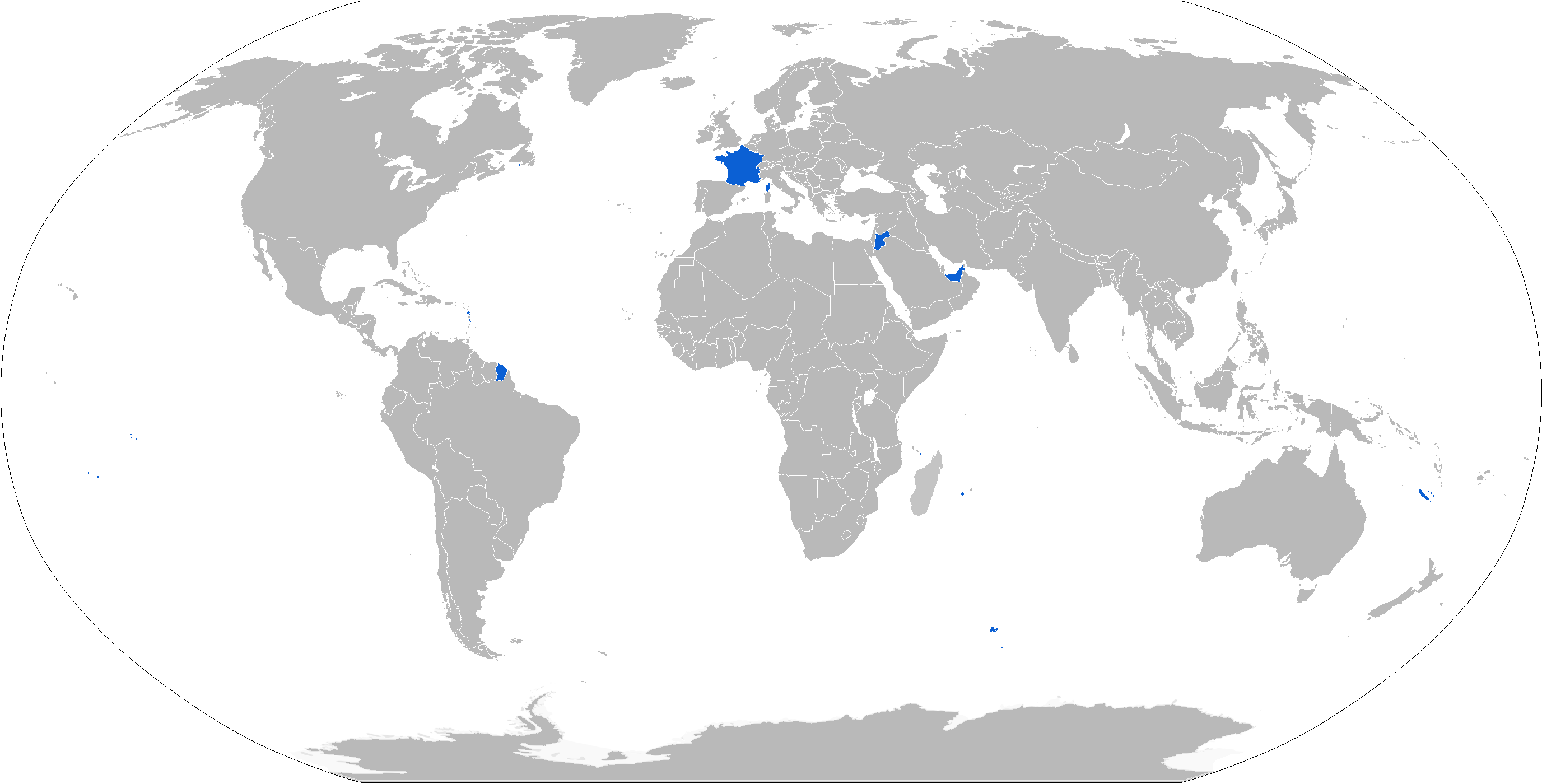
Pays utilisateurs du Leclerc :
Pays utilisateurs actuels
Ancien pays utilisateur

### Utilisateurs et évolutions
- France : en 2018, 200 chars de combat et 18 chars de dépannage[56], 222 chars de combat en 2021 en ligne sur un total de 406 réceptionnés[57]). La loi de programmation militaire (LPM) 2024-2030[58] prévoit que, 160 chars de combat seront rénovés d’ici la fin 2030 et 40 autres d’ici la fin 2035. Cette revalorisation consiste à améliorer le blindage et les systèmes de liaison[59]. Leur durée de vie sera ainsi prolongée jusqu'aux environs de 2040[60]. La Direction générale de l’armement (DGA) a commandé, le 24 décembre 2024, la rénovation de 100 chars Leclerc (XLR), portant à 200 le nombre de chars rénovés commandés (50 ont été commandés en 2021 et 50 en 2022). La DGA a livré le 10 décembre 2024 le 34e char rénové XLR à l’armée de Terre, dont 21 au titre de l’année 2024[61].
- Émirats arabes unis : contrat en 1993, 388 chars de combat[62], 46 chars de dépannage et 2 chars-école. À la suite d'une mise en concurrence avec le char américain M1 Abrams et le char anglais Challenger II[63], les Émirats arabes unis commandent le char Leclerc en 1993 et deviennent pendant plus de 20 ans l'unique client à l'export.
- Jordanie : les Émirats ont cédé 70 ou 80 chars de combat au royaume jordanien fin 2020[64]. Ils apparaissent lors de manœuvres en octobre 2020.

### Échecs
- Suède : en 1991, au cours du projet de remplacement du char de combat suédois[65], qui débouchera sur le Stridsvagn 122, les autorités militaires évaluent quatorze types de blindés. Ils retiennent en novembre 1991 quatre propositions, le Challenger 2 (Défense Vickers, Royaume-Uni), le Leclerc (GIAT, France), le Leopard 2 « amélioré » (Krauss-Maffei, Allemagne) et le M1A2 Abrams (General Dynamics, États-Unis). À la suite de divers problèmes, le char Challenger ne peut participer aux évaluations, les trois autres concurrents restant en lice. La période d'évaluation est fixée entre janvier et juin 1993 et la firme GIAT livre juste à temps par avion deux Leclerc de première série (S1). Cent-cinquante-et-un types de tests et d'essais sont réalisés. Les chars Leclerc se démarquent par une grande capacité d'accélération, mais démontrent un état d'immaturité patent, de nombreux points techniques restant à finaliser. Le char Leopard 2, qui remplit 90 % du cahier des charges, est choisi à l'issue de ce concours. Le M1A2 Abrams remplissait 86 % des exigences, tandis que le Leclerc n'en remplissait que 63 %.
- Grèce : en 1998, la Grèce met en concurrence le Challenger 2E, le Leclerc, le M1A2 Abrams, le T-80U et le T-84 afin de choisir son principal char de combat. En mars 2003, la Grèce commande 170 Leopard 2.
- Turquie : en 2001, la Turquie choisit le Leopard 2 après l'avoir évalué au côté du T-84 Yatagan, du Leclerc, et d'une version du M1A2 Abrams avec un moteur Diesel MTU allemand.
- Colombie : en 2010, la France a proposé à la Colombie entre 30 et 40 chars d'occasion mais la Colombie n'a jamais donné suite[66].
- Qatar : en 2011, la France est en pourparlers avec le Qatar pour la vente de plusieurs dizaines de véhicules d'occasion[67]. Mais en avril 2013, le pays annonce sa décision d'acheter soixante-deux chars d'assaut allemands Leopard 2 ainsi que vingt-quatre obusiers blindés PzH 2000[68].

## Histoire opérationnelle

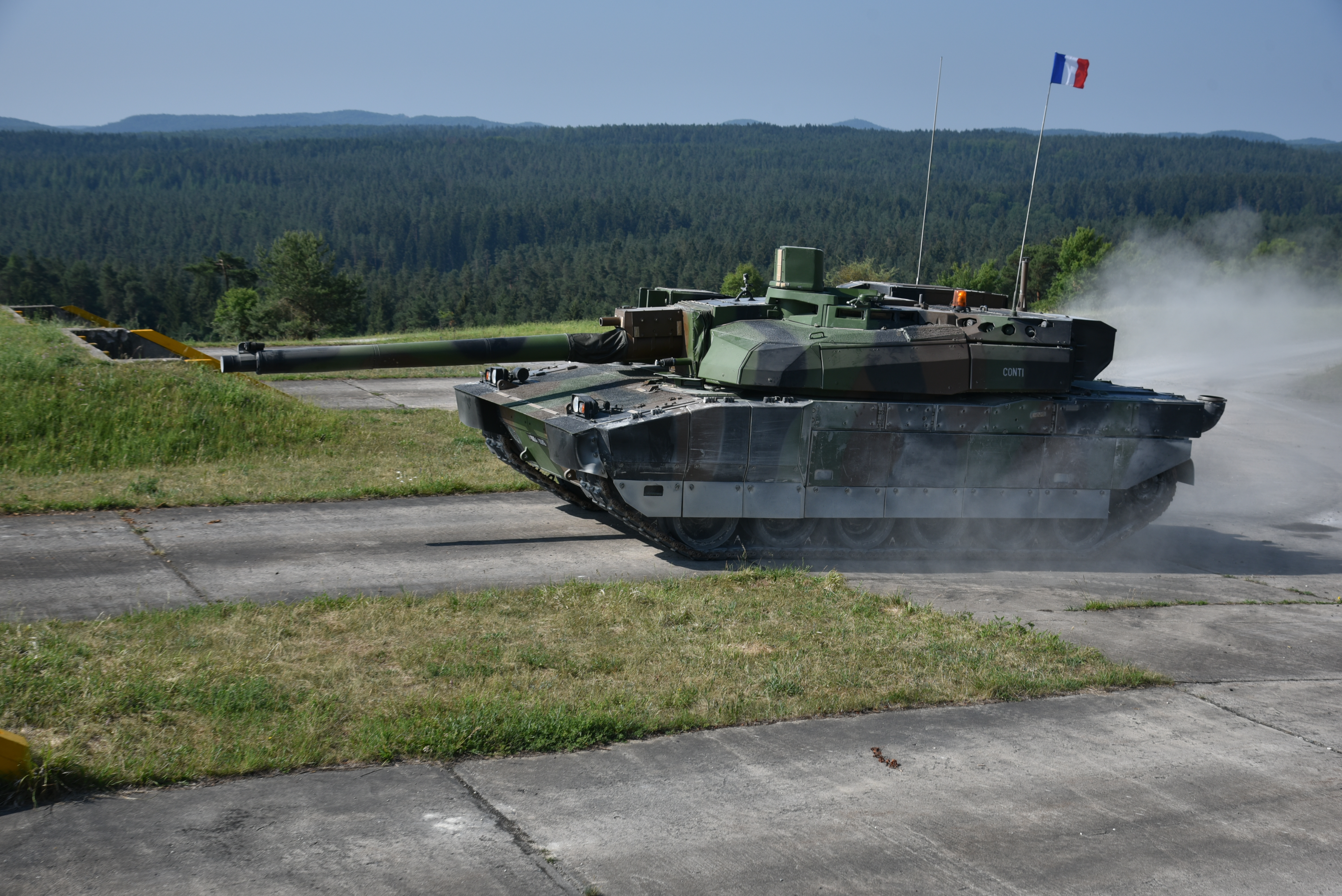
Un Leclerc durant la compétition Strong Europe Tank Challenge (SETC) à Grafenwöhr, Allemagne, en juin 2018.

Les premiers Leclerc sont livrés en 1992, après la guerre du Golfe de 1991, et ne connaissent réellement le combat qu'en 2015, dans le cadre de l'opération Restaurer l'espoir.

### Kosovo
Quinze chars Leclerc de l'armée française et quinze des Émirats arabes unis ont été déployés au Kosovo de 1999 à 2002 dans le contexte de la force de maintien de la paix de l'OTAN.

### Liban
En septembre 2006, treize Leclerc et un dépanneur de char Leclerc (DCL) ont été déployés au Sud-Liban pour la mission de maintien de la paix avec la FINUL. C'est le 6-12-RC d'Olivet (Loiret) qui assure le premier mandat. Le 501-503-RCC de Mourmelon-le-Grand (Marne) a assuré la relève cinq mois plus tard, et en avril 2010, c'est le tour du 4e régiment de dragons. Le 14 décembre 2010, les Leclerc ont quitté le théâtre d'opération libanais pour retourner en France.

### Pologne
En avril 2015, autre entraînement à l'étranger, un escadron blindé à quatre pelotons provenant du 12e régiment de cuirassiers d’Orléans (soit 15 chars) est déployé au sein d'un SGTIA blindé au nord-ouest de la Pologne au camp de Drawsko Pomorskie dans le cadre du renforcement de la coopération franco-polonaise et également pour participer à l’exercice PUMA 15.

### Yémen
Les Émirats ont donc déployé des chars Leclerc au Yémen dans le cadre de l'opération Restaurer l'espoir, menée avec la coalition saoudienne opérant dans ce pays à partir de fin juillet, début août 2015. Il s'agit de leur premier engagement au combat.
Deux bataillons blindés, soit entre 70 et 80 chars, sont engagés dont quinze équipés du kit AZUR. Mi-septembre 2015, trois d'entre eux auraient été touchés par des munitions des milices houthies : deux par des mines ou des engins explosifs improvisés, ce qui a endommagé le train de roulement sans détruire le char, et un autre par un tir de lance-roquettes que le système de grille protectrice semble avoir stoppé. Un quatrième a été atteint par un missile qui, touchant le volet pilote, a tué celui-ci et blessé le chef de char, le char étant réparable.

### Estonie et Lettonie
Décidée par les chefs d’État et de gouvernement au sommet de l'OTAN Varsovie 2016, la Posture de présence avancée renforcée de l’OTAN (enhanced Forward Presence ou eFP) permet aux Alliés de déployer, en nombre limité, des forces militaires dans les pays baltes et en Pologne. Cet engagement non permanent vise à renforcer encore la posture de défense de l’Alliance par un dispositif dissuasif, à caractère purement défensif, selon une planification validée collectivement. Dans ce cadre, la France engage en Estonie en 2019 un dispositif articulé autour de 300 militaires français et d’un SGTIA composé de quatre chars Leclerc et de treize VBCI. Cette mission « Lynx » est intégrée au sein d’un bataillon commandé par le Royaume-Uni[réf. nécessaire]. En 2021, ce sont douze chars qui sont déployés pour cette mission.
Du 7 au 13 octobre 2019, dans le cadre de l'exercice Iron Spear sur le camp d’Ādaži en Lettonie, les cavaliers français du Sous-groupement tactique interarmes (SGTIA) de la mission Lynx 6 ont participé à un exercice interallié regroupant les chars de combat de huit nations membres de l’enhanced Forward Presence (eFP). Le char français se positionne premier parmi 44 équipages de chars représentant huit pays dont l’Allemagne, l’Espagne, les États-Unis, l’Italie, la Norvège, la Pologne, le Royaume-Uni, devant un équipage norvégien et à la troisième place arrive un M1 Abrams américain.

### Roumanie

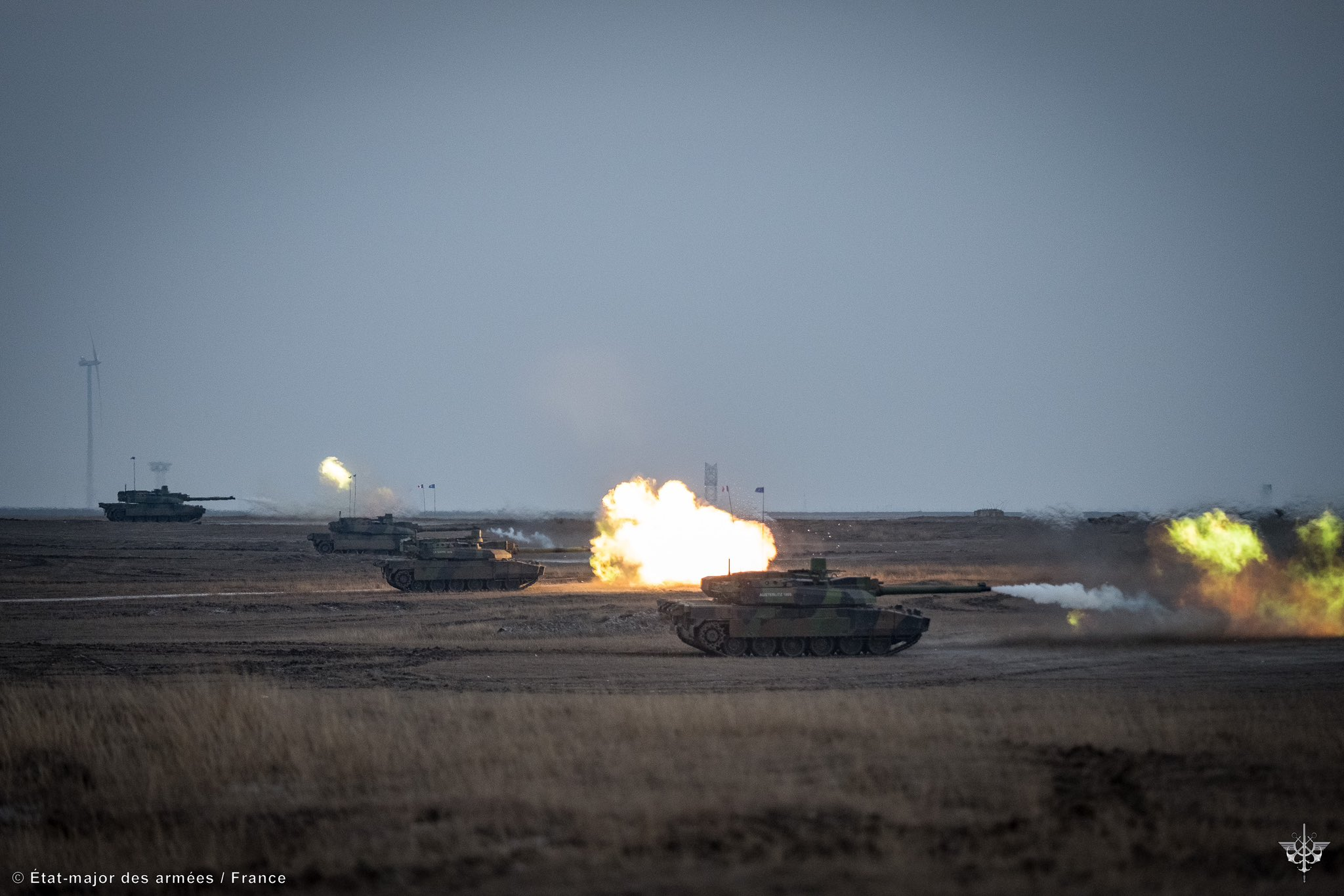
Février 2023 lors de la Mission Aigle.

À la suite de l'invasion de l'Ukraine par la Russie et afin de renforcer le dispositif de dissuasion de l'OTAN sur son flanc Est, la France annonce en novembre 2022 l'envoi de 13 chars Leclerc à Cincu en Roumanie dans le cadre de la mission Aigle.

## Chars contemporains ayant un rôle comparable
- Al-Khalid – char de combat pakistanais
- C1 Ariete – char de combat italien
- Arjun – char de combat indien
- Challenger 2 – char de combat britannique
- K-1 – char de combat sud-coréen
- Leopard 2 – char de combat allemand
- Leopard 2E - char de combat espagnol
- M1 Abrams – char de combat américain
- M-84AS - char de combat serbe
- Merkava – char de combat israélien
- Pokpung-ho – char de combat nord-coréen
- PT-91M – char de combat polonais
- T-72B, T-80 et T-90 – char de combat russes
- T-84 – char de combat ukrainien
- Type 90 Kyū-maru – char de combat japonais
- Type 96 et Type 99 – chars de combat chinois

## Dans la culture populaire

### Jeux vidéo
Le char Leclerc est jouable dans le jeu War Thunder sous quatre versions, toutes de rang VII et avec une cote de bataille de 12.0 : le Leclerc S1, le Leclerc S2, le Leclerc S2 AZUR et le Leclerc SXXI. En 2021, sur le forum, un joueur diffuse des données confidentielles sur le Leclerc S2 concernant la vitesse de rotation de la tourelle,.